# Captain America: Nội chiến siêu anh hùng
Captain America: Nội chiến siêu anh hùng (tựa gốc tiếng Anh: Captain America: Civil War) là phim điện ảnh siêu anh hùng của Mỹ năm 2016 dựa trên nhân vật truyện tranh Captain America của Marvel Comics, do Marvel Studios sản xuất và Walt Disney Studios Motion Pictures chịu trách nhiệm phân phối. Đây là phần phim tiếp theo của phim điện ảnh Captain America: Kẻ báo thù đầu tiên (2011) và Captain America 2: Chiến binh mùa đông (2014), đồng thời cũng là phim điện ảnh thứ 13 mở đầu Giai đoạn 3 trong loạt phim điện ảnh thuộc Vũ trụ Điện ảnh Marvel (MCU). Phim do bộ đôi anh em Anthony và Joe Russo đạo diễn, với phần kịch bản được chấp bút bởi Christopher Markus và Stephen McFeely. Phim có sự tham gia diễn xuất của Chris Evans, Robert Downey Jr., Scarlett Johansson, Sebastian Stan, Anthony Mackie, Don Cheadle, Jeremy Renner, Chadwick Boseman, Paul Bettany, Elizabeth Olsen, Paul Rudd, Emily VanCamp, Tom Holland, Frank Grillo, William Hurt và Daniel Brühl. Trong Captain America: Nội chiến siêu anh hùng, trong cuộc chiến xoay quanh Steve Rogers, sự bất đồng về việc quản lý các anh hùng đã chia Biệt đội Avengers ra làm hai phe đối nghịch – một do Steve Rogers chỉ huy và một do Tony Stark dẫn đầu.
Quá trình phát triển Captain America: Nội chiến siêu anh hùng được bắt đầu vào cuối năm 2013 khi Markus và McFeely bắt đầu thực hiện phần kịch bản cho phim, với ý tưởng lấy từ cốt truyện của tập truyện tranh "Civil War" năm 2006, đồng thời cũng vẫn bám sát câu chuyện và nhân vật từ các phần phim trước nhằm kết thúc bộ ba phim điện ảnh Captain America. Sau những phản hồi tích cực từ các buổi chiếu thử của Captain America 2: Chiến binh mùa đông, hai anh em nhà Russo tiếp tục được mời vào ghế đạo diễn cho phần phim thứ ba vào đầu năm 2014. Tựa đề và nội dung chính của phim được tiết lộ vào tháng 10 năm 2014, và dàn diễn viên tham gia cũng được công bố vào tháng kế tiếp. Quá trình quay phim chính được bắt đầu vào tháng 4 năm 2015 tại Pinewood Atlanta Studios ở quận Fayette, Georgia, và được tiếp tục tại vùng đô thị Atlanta trước khi đóng máy tại Đức vào tháng 8 năm 2015. Đây là phim điện ảnh đầu tiên sử dụng máy quay 2D kỹ thuật số IMAX. Các hiệu ứng kỹ xảo hình ảnh được thực hiện bởi gần 20 xưởng phim khác nhau trong quá trình hậu kỳ.
Captain America: Nội chiến siêu anh hùng được ra mắt lần đầu tiên ở Los Angeles vào ngày 12 tháng 4 năm 2016. Phim được công chiếu tại Việt Nam vào ngày 27 tháng 4 năm 2016 và tại Mỹ vào ngày 6 tháng 5 năm 2016 dưới định dạng 3D và IMAX 3D. Tác phẩm đạt nhiều thành công cả về mặt chuyên môn lẫn thương mại với doanh thu toàn cầu lên tới hơn 1,1 tỉ USD, trở thành phim điện ảnh có doanh thu cao nhất năm 2016, và phim điện ảnh có doanh thu cao thứ 12 mọi thời đại tại thời điểm đó.

## Nội dung
Năm 1991, Vasily Karpov, một đại tá Liên Xô làm việc cho HYDRA, tới khu căn cứ tại Siberia để tẩy não và ra lệnh cho chiến binh James "Bucky" Barnes tấn công một chiếc xe vận chuyển mẫu huyết thanh siêu chiến binh. Xong việc, họ cho Barnes đóng băng và tiến hành thí nghiệm tạo thêm một nhóm siêu chiến binh khác cũng tại căn cứ Siberia, nhưng căn cứ bị đóng cửa và lãng quên sau đó. Để an toàn với việc tẩy não Bucky, tổ chức HYDRA đã cài một dãy khẩu lệnh vào đầu anh, khi anh nghe đủ các lệnh này thì cơ thể anh kích hoạt chế độ Winter Soldier.
Sau sự kiện Ultron tại Sokovia, Biệt đội Avengers tái lập và nằm ngoài sự kiểm soát của SHIELD. Nhóm chỉ còn Steve Rogers, Natasha Romanoff hoạt động, kết nạp thêm 2 thành viên Sam Wilson và Wanda Maximoff, Nhiệm vụ lần này, nhóm ngăn chặn một nhóm khủng bố gốc HYDRA, do Brock Rumlow cầm đầu nhằm ăn cắp vũ khí sinh học từ một phòng thí nghiệm ở Lagos, Nigeria. Sau khi bị đánh bại, Rumlow kích nổ quả bom cảm tử trên người. Wanda vội vã tống hắn vào một tòa nhà, nhưng vô tình khiến một vài nhân viên cứu trợ của Wakanda ở trong đó thiệt mạng.
Bộ trưởng Ngoại giao Hoa Kỳ, đại tướng Thaddeus "Thunderbolt" Ross thông báo với Biệt đội Avengers rằng Liên Hợp Quốc đang trong quá trình thông qua Hiệp định Sokovia, trong đó các siêu anh hùng phải đăng ký danh tính với chính phủ để chính phủ có thể theo dõi và điều chỉnh hoạt động của tất cả siêu anh hùng. Tất cả Avengers đến họp tại biệt thự của Stark, họ chia ra làm hai luồng ý kiến: Tony Stark đồng ý với sự giám sát bởi vì anh cảm thấy có lỗi khi tạo ra Ultron, gây nên sự kiện kinh hoàng tại Sokovia khiến một thường dân thiệt mạng – điều mà chính anh vừa mới biết, trong khi Steve Rogers không tin tưởng vào các chính phủ và mong muốn nhóm của anh vẫn có thể được tự do hành động. Chỉ riêng Wanda còn do dự.
Trong lúc đó, Helmut Zemo, cựu đại tá đặc nhiệm Sokovia, có tư tưởng thù ghét Avengers, theo dấu và giết sĩ quan Karpov, đánh cắp cuốn sách ghi chú mật mã kích hoạt quá trình điều khiển Barnes. Tại hội nghị ký kết Hiệp định diễn ra ở Vienna, một vụ đánh bom khủng bố đã sát hại Đức vua T'Chaka của Wakanda. Kết quả trích xuất camera an ninh cho thấy nghi phạm là Barnes. Hoàng tử T'Challa thề sẽ trả thù cho cha mình bằng cách giết Barnes. Bất chấp Natasha khuyên ngăn, Steve và Sam Wilson quyết định theo dõi Bucky đến nơi ẩn náu của anh ở Bucharest và cố gắng bảo vệ anh khỏi lực lượng chính phủ. T'Challa tham chiến và tấn công Bucky. Sau một cuộc rượt đuổi kéo dài, Steve, Sam và T'Challa bị bắt vì cản trở người thi hành công vụ. Bucky cũng bị lực lượng chính phủ bị bắt giữ.
Khi Bucky bị giam giữ ở trụ sở của JSOC tại Berlin, Zemo, với tư cách là người thẩm vấn Barnes, đã đợi quả bom xung điện từ mà hắn lén nhờ vận chuyển đến một trạm điện phát nổ gây mất điện toà nhà để lén lút đọc mật mã kích hoạt của HYDRA, khiến cho Bucky phải phục tùng hắn và gây rối để đánh lạc hướng giúp hắn trốn thoát. Steve, Sam xuất hiện ngăn chặn kịp thời và đưa Bucky đi. Sau khi tỉnh lại, Bucky báo động cho Steve rằng Zemo muốn biết địa điểm của căn cứ HYDRA tại Siberia, nơi năm Chiến binh Mùa đông khác – những kẻ được cường hoá bằng các mẫu huyết thanh bị lấy cắp, mạnh hơn nhưng tâm lý bất ổn hơn Bucky – đang bị giam giữ (đây là nguyên nhân khiến căn cứ này bị dừng hoạt động). Nhằm ngăn chặn Zemo, Steve và Sam tập hợp Wanda Maximoff, Clint Barton và Scott Lang để giúp đỡ họ.
Trong lúc đó, Tony Stark đến phố Queen chiêu mộ Spider-Man (Peter Parker) vào nhóm với offer hấp dẫn và sự nâng cấp về công nghệ thay vì bộ áo lỗi thời của Peter. Với sự phê duyệt từ Ross, Tony tập hợp Natasha Romanoff, T'Challa, James Rhodes, Vision và Peter Parker để ngăn chặn nhóm của Steve Rogers tại Sân bay Leipzig/Halle. Một cuộc chiến nảy lửa giữa hai phe siêu anh hùng xảy ra. Peter Parker nhanh chóng bại trận vì kỹ thuật non nớt của cậu thua xa đối phuơng. Natasha đã để Steve và Bucky chạy thoát bằng chiếc máy bay Quinjet, trong khi những người còn lại trong nhóm của Steve cố gắng cầm chân nhóm Stark. Được Peter yểm trợ bằng tơ nhện, nhóm Stark lần lượt đánh bại từng người. Clint, Wanda, Sam và Scott Lang bị giam giữ tại nhà tù Raft. Rhodes bị chấn thương cột sống nghiêm trọng dẫn đến liệt chân sau khi bị Vision bắn nhầm, còn Natasha thì đã bỏ đi sau khi chất vấn tính cách ích kỷ của Tony.
Zemo cố tình để lại mặt nạ khuôn mặt Bucky và thi thể của người thẩm vấn thực sự nhằm tự thú mình là thủ phạm đánh bom tại Vienna và khống chế Barnes. Hay tin, Tony đi đến nhà tù thuyết phục Sam Wilson cho anh biết vị trí hiện tại của Steve, để anh sửa sai. Tony đã đuổi theo Steve và Bucky đến Siberia mà không hề báo lại với Ross, và anh cũng không hề hay biết rằng T'Challa đang bám theo mình. Họ phát hiện ra những Chiến binh Mùa đông khác đã bị Zemo giết chết. Zemo cho Tony xem một đoạn video từ năm 1991, tiết lộ Bucky trong lúc bị điều khiển đã trực tiếp giết bố mẹ của Tony để ăn cắp mẫu huyết thanh siêu chiến binh trên xe của họ. Cảm thấy bị phản bội trước việc Steve biết điều này từ lâu mà vẫn giấu kín, Tony tức giận cố truy lùng Bucky, còn Steve cố bảo vệ Bucky và đánh lại Tony. Kết cục của trận chiến là Barnes mất cánh tay máy của mình, và Steve vô hiệu hóa bộ giáp Mark XLVI của Tony. Steve dìu Bucky bỏ đi, và vứt bỏ lại chiếc khiên sau khi Tony cho rằng anh không xứng đáng với nó. Hài lòng khi đạt được mục đích trả thù cho cái chết của gia đình mình trong cuộc tấn công ở Sokovia bằng cách chia rẽ Biệt đội Avengers, Zemo định tự kết liễu đời mình, nhưng T'Challa xuất hiện kịp thời, ngăn hắn lại và bắt hắn về giam ở Berlin.
Sau này Tony lắp cho Rhodes một đôi chân máy để hỗ trợ đi lại, còn Steve thì đột nhập và giải cứu đồng đội của mình ra khỏi nhà tù Raft. Anh gửi cho Tony Stark bưu phẩm chứa điện thoại liên lạc riêng và thư hòa giải.
Trong phần cảnh hậu danh đề, Bucky đang ẩn thân tại Wakanda, và anh quyết định sẽ ngủ đông cho đến khi người Wakanda hoàn thiện việc chữa trị thần kinh cho anh. Trong phần cảnh hậu danh đề khác, Peter Parker trở về nhà tại Queens, New York và mày mò chiếc máy bắn tơ mà Tony chế tạo riêng cho cậu.

## Diễn viên

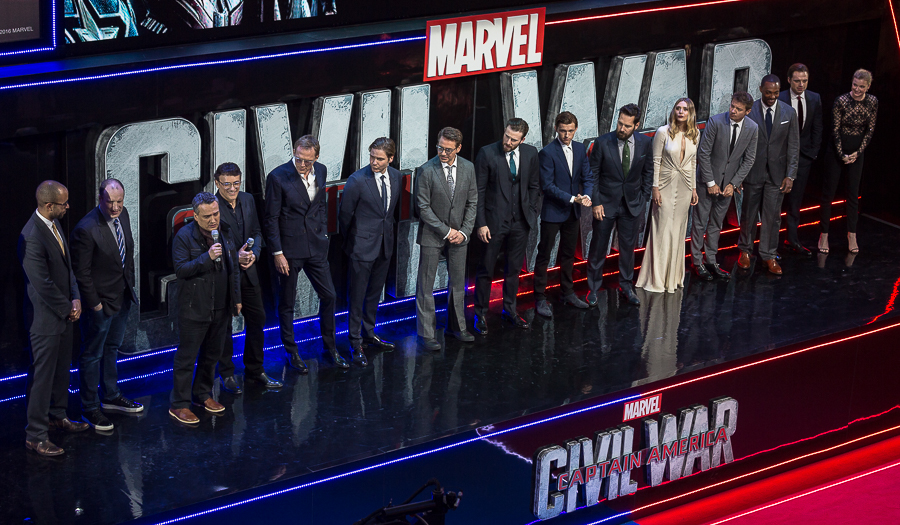
Từ trái sang phải: Nate Moore, Kevin Feige, anh em nhà Russo, Paul Bettany, Daniel Brühl, Robert Downey, Jr., Chris Evans, Tom Holland, Paul Rudd, Elizabeth Olsen, Jeremy Renner, Anthony Mackie, Sebastian Stan và Emily VanCamp tại buổi công chiếu của phim ở London.

- Chris Evans vai Steve Rogers / Captain America:

Thủ lĩnh của phe Avengers chống lại bản hiệp định; một cựu chiến binh từ Thế chiến II đã được kích thích sức mạnh cơ thể qua một thí nghiệm huyết thanh, bị đóng băng trong suốt 70 năm trước khi tỉnh dậy ở thế giới hiện tại. Đạo diễn Anthony Russo miêu tả trường đoạn của nhân vật Captain America trong bộ phim là biến anh trở thành "một người sẵn sàng tuyên truyền" cho "cuộc bạo loạn" ở cuối bộ phim. Chế độ luyện tập của Evans để nhập vai nhân vật này bao gồm nâng tạ, thể dục dụng cụ và luyện tập bật nhảy plyometric, đi kèm với chế độ dinh dưỡng giàu protein. Trang phục anh mặc trong phim cũng mang "những thay đổi tinh tế trong mọi chi tiết và đường may" cũng như màu sắc, nhìn giống một bộ trang phục kết hợp giữa hai trang phục trước đó trong Captain America 2: Chiến binh mùa đông và Avengers: Đế chế Ultron.
- Robert Downey Jr. vai Tony Stark / Người Sắt:

Thủ lĩnh của phe Avengers ủng hộ bản hiệp định; một thiên tài tự nhận, tỉ phú, kẻ ăn chơi, và một nhà nhân đạo với sáng chế nổi tiếng là bộ giáp cơ điện Người Sắt. Anthony Russo cho biết tính ích kỷ của Stark giúp đội ngũ biên kịch có thể "đưa nhân vật đến một cột mốc trong cuộc đời, khi mà anh sẵn sàng chịu quy phục trước một nhà cầm quyền, đó là khi anh cảm thấy đó là một việc mà mình nên làm." Joe Russo cũng cho biết thêm rằng nhờ viễn cảnh mà nhân vật Stark trông thấy trong Avengers: Đế chế Ultron, anh giờ đây có một mặc cảm tội lỗi phức tạp và chính điều đó đã "thúc đẩy anh đưa ra những quyết định vô cùng rõ ràng".
- Scarlett Johansson vai Natasha Romanoff / Góa phụ Đen:

Đồng minh Avenger của Stark; trước đây từng là điệp viên cấp cao của S.H.I.E.L.D. Anthony Russo nói về lòng trung thành của nhân vật này trong bộ phim, "lý trí của cô ấy đi theo Tony, nhưng con tim lại gắn liền với Cap theo nhiều cách khác nhau." Johansson cho biết thêm rằng Romanoff luôn "cố gắng hoạch định vị trí của cô ấy, đặt chính bản thân mình vào địa vị mà cô có thể đem năng lực của chính mình ra" để giúp bản thân "có được cái nhìn tốt hơn về những sự việc đang xảy ra." Miêu tả hoàn cảnh của nhân vật sau những sự kiện trong Avengers: Đế chế Ultron, Johansson cho biết, "Tôi nghĩ rằng quá khứ của Góa phụ sẽ luôn ám ảnh cô ấy. Cô ấy đang cố gắng bước tiếp, cô ấy đang cố gắng nhặt lên những mảnh vỡ của cuộc đời mình."
- Sebastian Stan vai Bucky Barnes / Chiến binh Mùa đông:

Một kẻ ám sát bị tẩy não với sức mạnh thể chất phi thường và là đồng minh với Rogers; anh là bạn thân của Rogers và từng bị cho là đã tử trận trong Thế chiến II. Con người này là một sự kết hợp giữa Barnes và Chiến binh Mùa đông, theo giải thích của Stan, "là kẻ mà khi bạn gộp cả hai lại, đây là thứ sẽ hiện ra. Đối với tôi, hắn sẽ chẳng bao giờ thực sự trở lại làm Bucky Barnes lần nữa. Sẽ có những thứ về anh ta khiến hắn nhận ra, nhưng con đường của hắn qua [thí nghiệm] Chiến binh Mùa đông sẽ vẫn luôn ở đó, ám ảnh hắn." Cũng vì điều này, nhân vật có thêm nhiều lời thoại hơn so với Captain America 2: Chiến binh mùa đông.
- Anthony Mackie vai Sam Wilson / Falcon:

Đồng minh Avenger của Rogers; một cựu nhân viên cứu hộ không quân Hoa Kỳ được quân đội huấn luyện bằng bộ cánh có thiết kế đặc biệt. Wilson được hỗ trợ bởi một máy bay không người lái tên là Redwing. Nói về mối quan hện giữa Falcon và Captain America, Mackie cho biết, "điều tuyệt vời đó chính là việc họ tôn trọng lẫn nhau. Sự tôn trọng của những chiến binh. Điều tuyệt vời... [về Captain America: Nội chiến siêu anh hùng] chính là việc mối quan hệ đó ngày một phát triển," và, "Anh ta tôn trọng và khâm phục Cap bởi vì Cap không phải là loại thủ lĩnh chỉ ngồi trong văn phòng và chỉ tay ra lệnh."
- Don Cheadle vai James "Rhodey" Rhodes / War Machine:

Một người bạn thân của Tony Stark và là một đồng minh của Stark; một sĩ quan Không quân Hoa Kỳ điều khiển bộ giáp War Machine. Cheadle gọi sự xuất hiện của Rhodes trong phim mang "một chút dữ dội và then chốt hơn" những lần xuất hiện trước đó.
- Jeremy Renner vai Clint Barton / Hawkeye:

Một siêu cung thủ đồng minh với Rogers; một cựu Avenger và cũng là cựu đặc vụ S.H.I.E.L.D. Về lý do Barton theo phe Rogers, Renner cho biết, "Cap là người gọi tôi trước tiên. [Vậy nên] hãy hoàn thành việc này càng nhanh càng tốt để tôi có thể trở về nhà với gia đình của mình," cùng với việc anh cảm thấy mình phải có nghĩa vụ bảo vệ Scarlet Witch sau khi anh trai cô, Pietro Maximoff / Quicksilver hi sinh để cứu mình trong Avengers: Đế chế Ultron.
- Chadwick Boseman vai T'Challa / Black Panther:

Hoàng tử của quốc gia châu Phi Wakanda và là đồng minh của Stark, người có được sức mạnh sau khi uống nước ép từ Tâm hình thảo. Nhà sản xuất Kevin Feige giải thích về việc tại sao nhân vật lại xuất hiện trong bộ phim, "vì chúng ta cần một bên thứ ba. Chúng ta cần một đôi mắt trong sạch không bị nhúng chàm với Biệt đội Avengers và có một cách nhìn khác với cả Tony lẫn Steve." Bộ giáp của Black Panther là sự kết hợp giữa chất liệu thật và kỹ xảo điện ảnh, với nhiều mạng Vibranium kết lại.
- Paul Bettany vai Vision:

Một người máy và một Avenger đồng minh với Stark; được tạo thành nhờ kết hợp trí tuệ nhân tạo J.A.R.V.I.S. và Viên đá Tâm trí. Do Vision mới chỉ được tạo ra trong bộ phim trước đó là Avengers: Đế chế Ultron, Bettany nói, "bạn sẽ thấy nhân vật của tôi được sinh ra... Anh có thể vừa quyền năng mà cũng vừa ngây thơ trong cùng một thời điểm." Bettany cũng cho biết nhân vật của anh đang tìm kiếm "ý nghĩa của việc được làm người và định nghĩa của tình yêu."
- Elizabeth Olsen vai Wanda Maximoff / Scarlet Witch:

Đồng minh Avenger của Rogers; có khả năng thôi miên và di chuyển đồ vật. Theo Olsen, nhân vật của cô đã "bắt đầu tự nhận biết bản thân và tự biết tìm hiểu và đấu tranh cho việc liệu cô ấy có muốn sử dụng năng lực của mình hay không," chính vì vậy, trang phục của Maximoff nhìn giống thường phục hơn là trang phục của một siêu anh hùng, đặc biệt là khi anh em nhà Russo tin rằng Maximoff chưa hẳn hoàn toàn là một Avenger.
- Paul Rudd vai Scott Lang / Người Kiến:

Một tội phạm, đồng minh với Rogers; anh có được bộ đồ có khả năng giúp anh thu nhỏ hoặc phóng to, và đồng thời cũng giúp anh tăng thêm sức mạnh. Bộ đồ của Rudd "trông thuôn và công nghệ cao" hơn hẳn bộ đồ trong Người Kiến.
- Emily VanCamp vai Sharon Carter:

Cựu đặc vụ S.H.I.E.L.D. và là cháu gái của Peggy Carter, hiện đang làm việc cho CIA và hỗ trợ Rogers. VanCamp cho biết nhân vật của mình theo phe Rogers vì họ đều có "chí hướng giống nhau".
- Tom Holland vai Peter Parker / Người Nhện:

Một thiếu niên đồng minh với Stark; cậu nhận được khả năng giống loài nhện sau khi bị một con nhện biến đổi gen cắn phải. Về việc theo phe Stark, Anthony Russo cho biết, dù tham gia chiến trận sau khi cả hai phe đã được chia ra rõ ràng và cũng không tìm hiểu sâu về chính trị, sự lựa chọn của Parker là từ "mối quan hệ cá nhân" mà cậu có được với Stark.
- Frank Grillo vai Brock Rumlow / Crossbones:

Cựu sĩ quan chỉ huy của đội chống khủng bố S.T.R.I.K.E. trực thuộc S.H.I.E.L.D., sau đó được tiết lộ là một đặc vụ của HYDRA. Grillo cho biết mục đích chính của Rumlow trong phần phim này là trả thù.
- William Hurt vai Thaddeus "Thunderbolt" Ross:

Bộ trưởng Ngoại giao Hoa Kỳ và cựu đại tướng của Lục quân Hoa Kỳ với mục tiêu là bắt được Hulk. Hurt nói về việc trở lại với Vũ trụ Điện ảnh Marvel sau Người khổng lồ xanh phi thường, "Tôi không nghĩ đó là một sự tái xuất, tôi nghĩ đó là một sự lặp lại hoàn toàn mới mẻ," và "những điều [mà đội ngũ biên kịch] đã làm là đem tới cho nhân vật... và tạo ra một phiên bản mới... một phong cách hiện đại hơn."
- Daniel Brühl vai Helmut Zemo:[20][53]

Một Đại tá Sokovia, sau đó trở thành một tên khủng bố với mong muốn tiêu diệt Biệt đội Avengers. Feige miêu tả nhân vật này "giống một sản phẩm từ Vũ trụ Điện ảnh Marvel hơn", trong khi Anthony Russo gọi hắn là "một thường dân. Mục đích của hắn là: Tôi đã thấy những người này chiến đấu đủ để biết tôi không thể thắng họ. Nhưng những điều tôi có thể làm là tìm ra cách để đục khoét họ. Hắn ta bị cảm xúc chi phối và hắn ta đã tìm ra được điểm yếu."
Ngoài ra, John Slattery và Kerry Condon cũng trở lại với hai vai diễn từ các phim điện ảnh trước đó của Vũ trụ Điện ảnh Marvel là Howard Stark và F.R.I.D.A.Y. Nam diễn viên Martin Freeman được giới thiệu với vai Everett K. Ross, một thành viên của Trung tâm Phối hợp Chống Khủng bố của CIA và cũng là một nhân vật có mối quan hệ mật thiết với Black Panther trong nguyên tác truyện tranh. Freeman miêu tả Ross một nhân vật "làm việc cho chính phủ Mỹ... [và] làm việc kết hợp với các siêu anh hùng, và một số ban ngành có khả năng giúp anh quy phục khả năng của các siêu anh hùng". Feige cũng thêm rằng Ross sẽ có một sự xuất hiện nhỏ trong phần phim, và đồng thời nhân vật sẽ được phát triển sâu hơn trong các bộ phim trong tương lai. Nữ diễn viên Marisa Tomei vào vai May Parker, dì của Peter Parker; John Kani vào vai T'Chaka, cha của T'Challa và cũng là vua của đất nước Wakanda; Hope Davis vào vai Maria Stark, mẹ của Tony Stark; Gene Farber xuất hiện trong vai Vasily Karpov, một thành viên của HYDRA chịu trách nhiệm giám sát chương trình Chiến binh Mùa đông; còn nữ diễn viên Florence Kasumba thủ vai Ayo, thành viên đội Dora Milaje của T'Challa. Alfre Woodard, nữ diễn viên thủ vai Mariah Dillard trong loạt phim truyền hình Luke Cage của MCU, đã có một màn xuất hiện nhỏ trong vai Miriam Sharpe, mẹ của một công dân Mỹ đã bị giết trong trận chiến Sokovia. Woodard đã được Downey gợi ý cho vai diễn này trước khi Marvel Studios biết được cô ấy đã tham gia vào Luke Cage. Jim Rash xuất hiện trong vai một giảng viên tại MIT, trong khi đó Stan Lee, cha đẻ của các siêu anh hùng thuộc Marvel Comics, xuất hiện với vai trò khách mời là một nhân viên giao hàng của FedEx. Đồng đạo diễn Joe Russo cũng xuất hiện với vai khách mời Theo Broussard, một nhà tâm thần học đã bị Zemo sát hại rồi giả danh. Damion Poitier, người thủ vai Thanos trong Biệt đội siêu anh hùng trước khi Josh Brolin được chính thức chọn vào vai diễn này trong các bộ phim tiếp theo, cũng xuất hiện trong phim với vai trò là một trong những tên lính đánh thuê của Crossbones.

## Sản xuất

### Phát triển
—Kevin Feige, Chủ tịch của Marvel Studios
Tháng 3 năm 2014, Anthony và Joe Russo, cặp đạo diễn của phần phim Captain America 2: Chiến binh mùa đông, xác nhận rằng cả hai anh em đã ký hợp đồng để tiếp tục giữ vị trí đạo diễn cho phần phim thứ ba về nhân vật Captain America, cùng với Chris Evans vào vai Captain America, Kevin Feige đảm nhiệm vai trò sản xuất, và Christopher Markus cùng Stephen McFeely giữ vai trò biên kịch. Markus và McFeely đã bắt tay vào thực hiện phần kịch bản kể từ cuối năm 2013, trong khi đó hai anh em nhà Russo thì bắt đầu công việc của mình từ tháng 2 năm 2014. Việc tiếp tục tuyển chọn Anthony và Joe vào ghế đạo diễn của Captain America: Nội chiến siêu anh hùng diễn ra chỉ ba tháng trước ngày Captain America 2: Chiến binh mùa đông được công chiếu, điều này một phần là nhờ kết quả khả quan từ các buổi chiếu thử của phần phim đã gây được ấn tượng đối với các nhà điều hành Marvel.

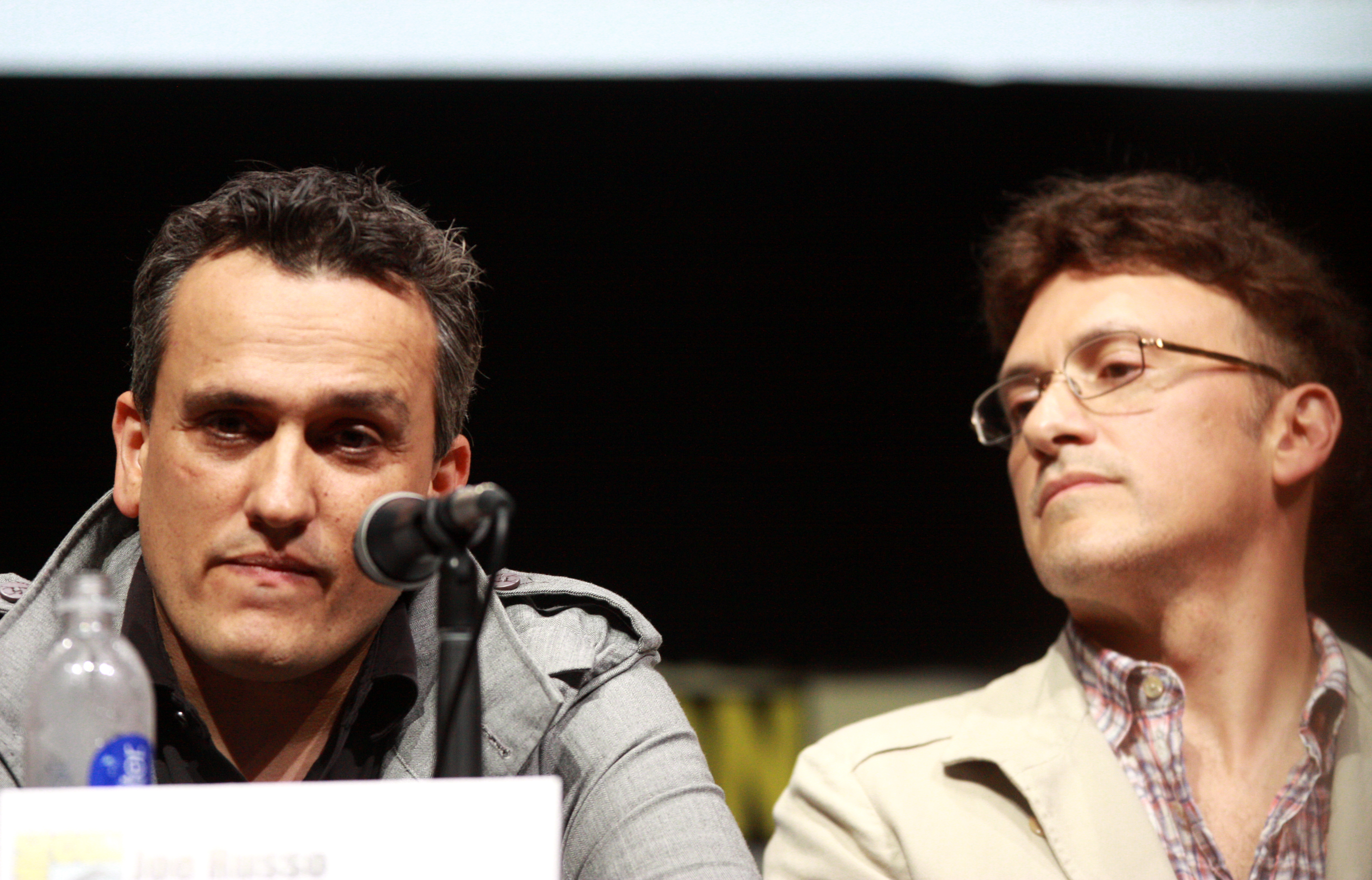
Anh em nhà Russo, cặp đạo diễn của phần phim thứ hai và ba về nhân vật Captain America.

Trong một bài phỏng vấn vào tháng 4 năm 2014, Joe Russo miêu tả dự án mới này là sự nối tiếp của những gì đã xảy ra trong Captain America 2: Chiến binh mùa đông, "Cái hay của phần phim này đó là... nó có thể chia thành hai phần. Có một cuộc hành trình mà Chiến binh Mùa đông đang thực hiện mà vẫn chưa được hoàn thành." Cùng tháng đó, hãng Marvel ấn định thời gian công chiếu của phim là vào ngày 6 tháng 5 năm 2016, và Trent Opaloch, nhà quay phim của Captain America 2: Chiến binh mùa đông, sẽ tiếp tục trở lại trong phần phim tiếp theo. Vào tháng 7, Markus và McFeely tiết lộ rằng họ đã thực hiện xong một nửa của phần kịch bản nháp đầu tiên, và quá trình quay phim chính sẽ bắt đầu được diễn ra vào tháng 4 năm 2015. Tháng sau đó, cả hai nói rằng họ dự định sẽ đưa vào bộ phim một tông nền "lai tạp" giữa Captain America: Kẻ báo thù đầu tiên và Captain America 2: Chiến binh mùa đông, và hai anh em Russo thì thích việc biến bộ phim theo dòng phim tâm lý hình sự giống như Seven, Fargo hay The Godfather, cùng với các dòng phim Viễn Tây và phim của Brian De Palma. Cặp đôi Russo cũng cho biết "một cái hay [của Captain America: Nội chiến siêu anh hùng chính là] nó thực sự sẽ mắc cười hơn Chiến binh mùa đông" với tông nền dí dỏm và nhiều khoảnh khắc tươi sáng hơn xuyên suốt bộ phim.
Tháng 8 năm 2014, anh em nhà Russo phát biểu rằng phim sẽ lấy bối cảnh "một vài năm" sau những sự kiện trong Captain America 2: Chiến binh mùa đông, và sẽ tiếp tục tập trung vào mối quan hệ giữa Steve Rogers và Bucky Barnes cũng như những vấn đề chính trị liên quan tới Captain America. Anthony cho biết, "Nhân vật này được tạo ra cho một mục đích chính trị rất rõ ràng. Vậy nên sẽ rất khó để loại bỏ cái bản chất đó đi." Bộ đôi Russo cũng cho biết rằng họ sẽ "đưa vào nhiều yếu tố sẽ dẫn tới một cú ngoặt trong Chiến binh mùa đông", và xác nhận rằng phim sẽ được lên lịch bấm máy tại Atlanta. Cả hai cũng cho biết mình rất "mê đắm" phần kịch bản nháp đầu tiên của Markus và McFeely, đồng thời cũng tiết lộ rằng tựa đề phim sẽ được công bố "trong vòng một tháng hoặc tầm đó", và phong cách cũng như tựa đề của phim sẽ tới từ nhà sản xuất Kevin Feige, người đã giữ nó "được một thời gian rồi". Vào tháng 9, Joe tiết lộ thêm rằng phần phim sẽ bổ sung "một ý tưởng lớn sẽ thay đổi cả vũ trụ phim theo một cách nào đó", tương tự như việc S.H.I.E.L.D. sụp đổ trong Captain America 2: Chiến binh mùa đông. Phần còn lại của phần phim, như là các nhân vật, cốt truyện và tông nền, sẽ được để mở cho hai anh em Russo và bộ đôi biên kịch diễn giải.

### Tiền kỳ
Cho tới tháng 10 năm 2014, Robert Downey Jr. đã bước vào những cuộc thương thảo cuối cùng cho vai diễn Tony Stark / Người Sắt trong bộ phim. Việc Downey có xuất hiện trong phần phim thứ ba về Captain America là do phần phim này được chuyển thể từ tập truyện tranh "Civil War" xuất bản năm 2006–07 với phần cốt truyện do Mark Millar chấp bút, đề cập tới cuộc chiến giữa Người Sắt và Captain America. Tới cuối tháng đó, nam diễn viên Sebastian Stan được xác nhận sẽ trở lại với vai diễn Bucky Barnes / Chiến binh Mùa đông. Trong vài ngày kế tiếp, hãng Marvel tiết lộ tựa đề của phim là Captain America: Nội chiến siêu anh hùng, xác nhận sự góp mặt của Downey và đồng thời cũng cho biết Chadwick Boseman sẽ tham gia vào phim với vai diễn Black Panther trước khi chính thức có một bộ phim riêng. Feige cũng xác nhận rằng Captain America: Nội chiến siêu anh hùng sẽ là phim điện ảnh mở đầu cho Giai đoạn Ba của Vũ trụ Điện ảnh Marvel. Anthony Russo phát biểu rằng cốt truyện của "Civil War" không phải là cốt truyện và chỉ đạo đạo diễn được nhắm tới ban đầu của hãng phim khi cả hai anh em ký hợp đồng đạo diễn cho phần phim này. Markus nói thêm rằng ý tưởng nguyên gốc của phần phim Captain America thứ ba "chưa bao giờ là bản nháp", với việc Feige đã bảo đội ngũ biên kịch bắt đầu chuyển thể "Civil War" xoay quanh những ý tưởng ban đầu. McFeely cũng cho biết, dù hướng đi của phần phim có sự thay đổi, "Chủ đề chính, thậm chí là việc phát triển nhân vật Zemo, đều là từ những ý tưởng [đầu tiên]." Bộ đôi Russo tiết lộ, với những thất bại ban đầu trong việc thương thảo với Downey để trở lại trong phần phim này, họ đã phải sử dụng cốt truyện "Madbomb" từ bộ truyện tranh Captain America, vốn đã được sử dụng trong mùa đầu tiên của phim truyền hình Agent Carter. Nội dung của cốt truyện này là việc Zemo cho phát nổ Madbomb, khiến "hàng đám người biến thành lũ điên" để gây ra mối đe dọa tới Captain America, trong khi đó vẫn khiến cho các siêu anh hùng phải quay lại đối đầu nhau, và một trong số các siêu anh hùng sẽ bị thây ma hóa do tác động của Madbomb nhằm đáp ứng "yếu tố cảm xúc" cho bộ phim.
McFeely tiết lộ, ý tưởng chuyển thể tập truyện "Civil War" lên phim đã "được đặt lên rồi bỏ xuống được một thời gian" tại Marvel Studios, "thật sự là một thử thách để thực hiện và đảm bảo rằng mọi nhân vật mà chúng tôi đã tạo ra, và tất cả các nhân vật ở trong MCU đều có hữu ích. Bởi vì có sự khác nhau giữa các nhân vật trong tập "Civil War", vốn được sáng tác năm 2006, 2007. Vũ trụ Điện ảnh Marvel chưa hề tồn tại [khi cuốn truyện được sáng tác]. Chưa hề có một Robert Downey, Jr. hay Chris Evans nào để tạo nên các nhân vật ấy, vậy nên chúng tôi phải đảm bảo rằng bản mẫu ấy phải được điều chỉnh". Joe Russo nói thêm rằng cái "bản chất" của "Civil War" đã được sử dụng, ví dụ như "quá trình ký kết, quan điểm cho rằng việc các anh hùng cần phải được theo dõi hoặc kiểm soát do sức mạnh của họ có thể làm người ta sợ hãi". Anthony Russo phát biểu, "theo nhiều cách, [việc đăng ký các siêu anh hùng] có thể là cả một vấn đề chính trị, và chúng tôi không muốn sự xung đột trong bộ phim lại tồn tại theo cách đó. Chúng tôi muốn tìm ra những lý do cá nhân về việc tại sao vì ý tưởng này mà mối quan hệ giữa các nhân vật lại trở nên phức tạp hơn. Đó là điều mà mối quan hệ giữa Steve và Bucky đã cho phép chúng tôi thực hiện, để tìm hiểu được vì sao con người ta lại luôn dựa vào nhau dù cách này hay cách khác." Nhà sản xuất điều hành Nate Moore bổ sung, "có cảm giác rằng đây chính là thời điểm chính xác" để chuyển thể "Civil War" sau khi Biệt đội siêu anh hùng, cũng như nhiều phim điện ảnh khác thuộc Giai đoạn Hai (Thor 2: Thế giới Bóng tối, Captain America 2: Chiến binh mùa đông, và Avengers: Đế chế Ultron), đều sử dụng ý tưởng "ngày tàn của thế giới. Chúng tôi cảm thấy rằng mình cần phải kể tiếp câu chuyện ấy, và... thế giới sẽ phản ứng lại như thế nào sau đó?"
Tháng 11 năm 2014, Daniel Brühl tham gia dàn diễn viên với một vai diễn chưa xác định, trong khi đó Anthony Mackie và Frank Grillo được xác nhận sẽ trở lại với vai diễn Sam Wilson / Falcon và Brock Rumlow / Crossbones. Sau vụ tin tặc tấn công các máy tính của hãng Sony Pictures vào tháng 11 năm 2014, các thư điện tử giữa đồng chủ tịch hội đồng quản trị hãng Sony Pictures Entertainment Amy Pascal và chủ tịch Doug Belgrad bị tuồn ra ngoài với nội dung cho biết hãng Marvel muốn đưa nhân vật Người Nhện v ốn có bản quyền thuộc về hãng Sony – vào trong bộ phim, nhưng các cuộc đàm phán giữa các hãng phim cho thấy quá trình này đã thất bại. Tuy nhiên, vào tháng 2 năm 2015, hai hãng Sony Pictures và Marvel Studios đưa ra đồng thuận trong việc sử dụng hình ảnh nhân vật Người Nhện trong phim của MCU, và các báo cáo cũng cho biết nhân vật này sẽ xuất hiện trong Captain America: Nội chiến siêu anh hùng. Hai anh em nhà Russo cho biết họ đã phải tham gia vận động hành lang trong nhiều tháng để có thể đưa nhân vật Người Nhện vào phim. Tháng 1 năm 2015, Mackie tiết lộ rằng, ngoài Atlanta, các địa điểm quay phim còn bao gồm Puerto Rico và Berlin, trong khi đó bộ đôi Russo xác nhận việc nữ diễn viên Scarlett Johansson sẽ tiếp tục tham gia phần phim với vai diễn Natasha Romanoff / Góa phụ Đen. Nhà dựng phim Jeffrey Ford, người từng làm việc cho dự án Captain America 2: Chiến binh mùa đông, cũng ký hợp đồng tiếp tục làm việc với Captain America: Nội chiến siêu anh hùng. Tháng 3 năm 2015, các nguồn tin tiết lộ Jeremy Renner sẽ trở lại với vai diễn Clint Barton / Hawkeye. Tháng kế tiếp, báo chí cho biết bộ phim sẽ được chuyển thể sang định dạng 3D ở khâu hậu kỳ, và nhân vật mà Daniel Brühl thể hiện sẽ là phản diện Helmut Zemo. Ngoài ra, nữ diễn viên Elizabeth Olsen cũng cho biết cô sẽ tiếp tục đảm nhiệm vai diễn Wanda Maximoff / Scarlet Witch trong phần phim này.

### Quay phim

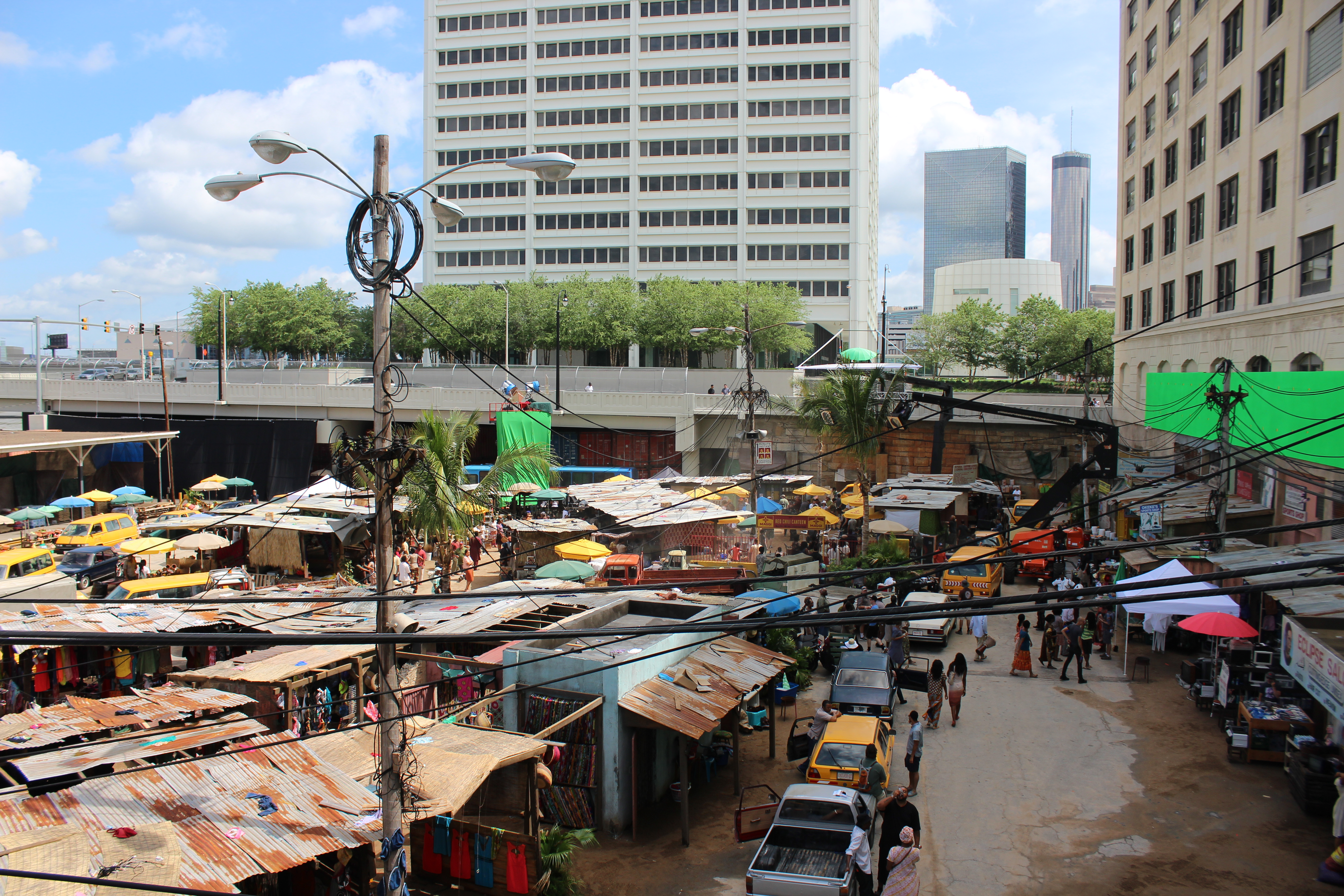
Phim trường Captain America: Nội chiến siêu anh hùng tại Downtown Atlanta.

Quá trình quay phim chính được bắt đầu vào ngày 27 tháng 4 năm 2015 tại Pinewood Atlanta Studios ở quận Fayette, Georgia, dưới tên sản xuất Sputnik. Các địa điểm quay phim khác trong Vùng đô thị Atlanta có thể kể đến quận Buckhead của Atlanta; Nhà thờ Kitô giáo Peachtree ở Midtown Atlanta; quận Downtown Atlanta, bao gồm khu vực gần Philips Arena được biết đến với tên The Gulch, đóng vai trò là một khu chợ ở Lagos trong phim; Norcross, Georgia; trụ sở của hãng Porsche ở Atlanta đặt tại Aerotropolis Atlanta, đóng vai trò là trụ sở của Biệt đội Avengers trong phim; và khu Atlanta Civic Center, tức phòng thí nghiệm của IFID (Viện Bệnh Truyền nhiễm) ở Lagos; khu vực bên trong của Atlanta Civic Center cũng được sử dụng làm phòng của dụng làm phòng Đại học MIT, nơi Tony Stark có bài phát biểu ở đầu phim. Trent Opaloch là đạo diễn hình ảnh của phim, trong khi đó Chad Stahelski, David Leitch và Spiro Razatos đóng vai trò đạo diễn thứ hai.
Đầu tháng 5 năm 2015, hãng Marvel thông báo nam diễn viên Martin Freeman đã được tuyển chọn vào một vai diễn chưa tiết lộ danh tính, và các diễn viên trở lại với vai diễn cũ bao gồm Paul Bettany trong vai Vision, Don Cheadle trong vai James Rhodes / War Machine, Paul Rudd trong vai Scott Lang / Người Kiến, Emily VanCamp trong vai Sharon Carter, và William Hurt vào vai Thaddeus "Thunderbolt" Ross. Samuel L. Jackson, diễn viên thủ vai nhân vật Nick Fury trong hai phần phim Captain America trước, cho biết anh rất "ngạc nhiên" khi biết mình sẽ không xuất hiện trong Captain America: Nội chiến siêu anh hùng, sau khi "anh em nhà Russo bảo anh ấy là có." Moore cho biết Fury không xuất hiện trong phim là "do anh ấy không thêm thắt được chút gì cho câu chuyện về Nội chiến siêu anh hùng mà họ đang kể", trong khi đó Markus nói rằng họ không muốn Nick Fury phải chọn theo bất cứ một phe anh hùng nào bởi vì "đó không phải là vị trí của anh ấy trong vũ trụ này". Về tầm quan trọng của các nhân vật đối với cốt truyện, Anthony Russo cho biết mỗi nhân vật đều được thử thách tới một giới hạn cá nhân để thấy được cách họ phản ứng lại với việc thỏa hiệp. Về chân dung của mỗi nhân vật, Joe Russo nói anh và anh trai mình có một "xúc cảm" mạnh mẽ và "sự kết nối tâm lý tới các nhân vật này" khi còn trẻ tuổi, đồng thời bổ sung, "Chúng tôi muốn đào sâu vào đó để có thể hiểu được yếu tố nào là động lực làm bạn phải yêu quý nhân vật này. Đó là thứ mà chúng tôi cố gắng đưa tới ở các nhân vật bây giờ." Anh đồng thời cũng cho biết cả hai anh em đang "cố gắng tri ân những cảm xúc tự nhiên và tri ân những cảm xúc hiện thực [với bộ phim]."
Sau khi tiết lộ toàn bộ dàn diễn viên, nhiều người hâm mộ bắt đầu gọi bộ phim này bằng tên "Avengers 2,5" bởi số lượng nhân vật nhiều và hùng hậu thường thấy ở các phim điện ảnh Avengers, và một sự thật rằng phần phim này không còn giống như một bộ phim riêng về Captain America như là Captain America 2: Chiến binh mùa đông nữa. Trả lời cho điều này, Feige nói, "Cái vui ở Nội chiến siêu anh hùng là, cũng giống như những gì bạn đã biết ở trong truyện tranh, đó là phần cốt truyện vô cùng đơn giản. Và nó thực sự phải như thế, để có thể chứa được số lượng người chơi lớn đến như vậy. Nó giống một bộ phim về Captain America hơn và giống một phần phim tiếp theo của Chiến binh mùa đông hơn, theo những cách mà tôi không nghĩ là người ta sẽ đoán ra được.... Đó là một cấu trúc vô cùng giản đơn cho phép những nhân vật tuyệt vời này tác động lẫn nhau theo cách mà tôi không nghĩ là sẽ trở nên quá tải." Feige cũng cho biết, nhân vật Hope van Dyne / Wasp vốn ban đầu nằm trong kịch bản nháp gốc của phim, sau khi bộ trang phục của Wasp được tiết lộ ở đoạn kết của Người Kiến, nhưng nhân vật này đã bị cắt đi do "có quá nhiều nhân vật trong Nội chiến siêu anh hùng nên chúng tôi không muốn phải tàn phá cô ấy," và Marvel đang "để dành" nhân vật này cho thời điểm thích hợp hơn để cho ra mắt van Dyne trong trang phục Wasp lần đầu tiên.
Tới cuối tháng 5, hai anh em nhà Russo, cùng với Feige và Pascal, tổ chức một buổi tuyển chọn tại Atlanta với sáu diễn viên trẻ vị thành niên đang được nhắm cho vai diễn Peter Parker / Người Nhện, trong đó các diễn viên đều được kiểm tra "độ xúc tác" với Downey và Evans; Tom Holland được nhận vào vai diễn này một tháng sau đó, và đồng thời cũng sẽ được xuất hiện trong một phim điện ảnh riêng. Bộ đôi Russo muốn tuyển một diễn viên có độ tuổi gần với nhân vật Peter Parker trong tuyện tranh nhằm dễ phân biệt với các phim điện ảnh về Người Nhện trước đây. Họ đồng thời cũng khen ngợi Holland vì đã có kinh nghiệm về khiêu vũ và thể dục thể hình trước đây. Trong thời gian này, Marvel chưa hề xác nhận sự xuất hiện của anh trong Captain America: Nội chiến siêu anh hùng, đồng thời thỏa thuận cũng ép buộc Holland không được tiết lộ về danh tính của nhân vật trước công chúng. Cặp đôi Russo cho biết nhiều thỏa thuận và hợp đồng kinh doanh được nhồi đầy bằng các bản quyền chia sẻ nhân vật, ví dụ như ở mức độ quảng bá hay thương mại, "đều đi chậm hơn cách mà chúng tôi sử dụng nhân vật ấy. Chúng tôi luôn ở trong mối nguy có thể phá hỏng thỏa thuận bất cứ lúc nào—vẫn còn có những vấn đề nhạy cảm diễn ra giữa hai hãng phim mà họ cần phải tìm ra được sự đồng thuận." Tom Holland được xác nhận sẽ xuất hiện trong Captain America: Nội chiến siêu anh hùng vào tháng 7 năm 2015 bởi Jonathan M. Goldstein, một trong các nhà biên kịch của bộ phim riêng về Người Nhện, và sau đó là tờ Entertainment Weekly sau một chuyến tham quan phim trường. Jon Watts, đạo diễn của Người Nhện: Trở về nhà, cũng ở trên phim trường khi các phân cảnh Người Nhện được quay nhằm "xem những gì họ làm" và cung cấp "những ý tưởng về cái này và cái kia", như là việc tủ quần áo và phòng ngủ của Parker sẽ trông như thế nào, "để chắc chắn rằng chúng tôi đều đang nhất quán với nhau và để việc chuyển tiếp [sang Người Nhện: Trở về nhà] mang tính liên tục." Anthony Russo phát biểu, dù hãng Marvel khuyên họ nên có một "kế hoạch B" phòng khi thỏa thuận với Sony thất bại, thì cả hai anh em đều chưa từng có một kế hoạch B nào vì việc giới thiệu trở lại nhân vật Người Nhện trong bộ phim là vô cùng quan trọng đối với họ, và "Chúng tôi chỉ mường tượng bộ phim này với Người Nhện mà thôi."
Tới cuối tháng 6, công tác quay phim đã đi được nửa chặng đường, với công tác sản xuất được chuyển sang Đức vào đầu tháng 8. Các địa điểm quay phim tại Đức bao gồm Sân vận động Olympic ở Berlin, và Sân bay Leipzig/Halle tại Schkeuditz. Ngoài ra phim cũng được bấm máy tại Puerto Rico, Na Uy, và Iceland. Quá trình quay phim chính kết thúc vào ngày 22 tháng 8 năm 2015.
Captain America: Nội chiến siêu anh hùng là phim điện ảnh đầu tiên sử dụng máy quay 2D kỹ thuật số của IMAX, hợp tác với Arri, vốn là phiên bản đặc chế của chiếc Arri Alexa 65. Theo Joe Russo, gần mười lăm phút thời lượng của phim ở phân cảnh hai phe siêu anh hùng chiến đấu tại Sân bay Leipzig/Halle, đều được quay bởi những máy quay này. Nhà quay phim Trent Opaloch cho biết đã có những cuộc thảo luận ở khâu tiền kỳ về việc có nên quay toàn bộ phim bằng máy quay Alexa 65 hay không. Tuy nhiên, do đã quá gần thời điểm bấm máy, đội ngũ làm phim đã quyết định chỉ sử dụng loại máy quay này cho phân cảnh sân bay mà thôi, và phần còn lại của phim sẽ được quay bằng máy quay kỹ thuật số Arri Alexa XT. Cho phân cảnh sân bay, Opaloch đã lắp các máy quay Alexa 65 trên một cần cẩu Technocrane, một Steadicam, một Dolly cũng như một máy quay bay cho các cảnh trên không, với mỗi thiết bị lại có một đội ngũ chuyên môn riêng thực hiện công tác điều khiển. Với độ phân giải mà Aleax 65 cho phép, Opaloch lựa chọn sử dụng các cảnh quay trung cảnh hẹp thay vì cận cảnh, và đối với các cảnh quay toàn cảnh, anh giữ máy quay lâu hơn một chút.

### Hậu kỳ
Tháng 9 năm 2015, Mark Ruffalo, diễn viên thủ vai Bruce Banner / Hulk trong các phim điện ảnh của Vũ trụ Điện ảnh Marvel, cho biết rằng nhân vật của anh vốn nằm trong kịch bản ban đầu của Captain America: Nội chiến siêu anh hùng, nhưng sau đó đã bị lược bỏ do phần kết của Avengers: Đế chế Ultron, và vì Marvel không "muốn tiết lộ nơi hắn đang ở và lý do tại sao" ở trong phần phim này. Markus cũng thêm vào rằng nếu như Hulk đi theo một phe nào đó, thì cuộc chiến sẽ nhanh chóng đi tới hồi kết, "Bạn sẽ phải, kiểu như là, lựa chọn tuyến nhân vật dựa theo kiểu chiến đấu mà bạn muốn thực hiện." Ruffalo sau đó cũng giải thích rằng anh dự định sẽ cho Hulk xuất hiện trong đoạn cuối của bộ phim, nhưng rồi lại bỏ quyết định đó đi khi cảm thấy rằng điều đó sẽ làm cho phần phim bị quá tải với quá nhiều nhân vật, "[Hulk] rõ ràng là đã đi tới một nơi nào đó ở đoạn cuối của [Avengers: Đế chế] Ultron, Và đó là cả một câu chuyện. Đừng cố thổi bay điều đó chỉ để thêm thắt vào bộ phim của chúng tôi một món trang sức nhỏ nhặt." Ngoài ra, một phiên bản khác của nhân vật Thunderbolt Ross được gọi là Red Hulk cũng được cân nhắc đưa vào phim, nhưng anh em Russo cảm thấy rằng nhân vật này cần có một nền tảng tiểu sử rõ ràng và họ không đủ khả năng để đưa các chi tiết đó vào một bộ phim vốn đã có quá nhiều tuyến nhân vật. Cả hai cũng cho rằng Ross "ở đó với vai trò thay mặt một cơ quan chính phủ chứ không phải là để thêm một nhân vật siêu anh hùng phức tạp vào một mớ hỗn độn." Ngay cả bộ trang phục Iron Spider của Người Nhện cũng được cân nhắc đưa vào phim.
Tháng 11 năm 2015, Joe Russo cho biết chủ đề của phần phim là sự phản bội, miêu tả bằng cụm từ "cảm xúc tột cùng. [Bộ phim] được liền mạch bởi những cảm xúc đó, và dưới con mắt cá nhân chúng tôi không muốn nó lại trở nên quá liên quan đến chính trị với những cuộc hội thoại vô vị giữa người với người. Hồi thứ ba được xây dựng bằng những khoảnh khắc vô cùng cá nhân giữa [Captain America và Người Sắt]." Anh em nhà Russo đã giành rất nhiều thời gian với Markus, McFeely và Moore nhằm chắc chắn những chương hồi cảm xúc của mỗi nhân vật đều được đặc tả xuyên suốt bộ phim một cách đúng hướng, để rồi một lúc nào đó chợt nhận ra "bạn cần phải hi sinh lý trí vì sự thật". Nói về quá trình hậu kỳ vào tháng 1 năm 2016, bộ đôi nhà Russo cho biết, "Đây là quá trình hậu kỳ phim đơn giản nhất mà chúng tôi từng thực hiện kể từ trước tới nay. Chúng tôi rất hạnh phúc về những gì bộ phim đã đạt được. Mọi người đều rất hạnh phúc với vị trí hiện tại của phần phim. Đối với chúng tôi, thứ quái gở nhất đó chính là phần kỹ xảo bởi vì đây là một bộ phim rất phức tạp và trong đó còn có một vài phân cảnh lớn. Các hiệu ứng kỹ xảo đều phải theo một tỉ lệ khung hình lớn hơn nhiều so với những gì chúng tôi từng thực hiện với Chiến binh mùa đông. Đó là phần khó khăn nhất vì chúng tôi không có quá nhiều thời gian và mỗi người đều tự đặt ra những tiêu chuẩn rất cao. Vậy nên mọi người như bắt đầu tự giết chết chính mình từ điểm này...chúng tôi sẽ hoàn thành bộ phim trong vòng hai tháng rưỡi." Họ cũng cho biết phần phim sẽ thực hiện "một vài cảnh quay lại" trong khoảng từ trung tuần tới cuối tháng 1.
Tới tháng 2 năm 2016, nhân vật do nam diễn viên Martin Freeman thủ vai được tiết lộ là Everett K. Ross, đồng thời Gwyneth Paltrow cũng được xác nhận là sẽ tham gia quá trình quay lại của bộ phim vào tháng 1 với vai diễn Pepper Potts; tuy nhiên, tới tháng 4 năm 2016, các nguồn tin lại cho biết nhân vật Pepper Potts sẽ không xuất hiện trong phim, và Anthony Russo giải thích rằng hợp đồng của Paltrow với Marvel đã kết thúc từ sau Người Sắt 3, và "chúng tôi quyết định rằng mình sẽ cho cảnh Pepper chia tay [Tony Stark] một cảm xúc nhất định mà không nhất thiết phải có mặt cô ấy." Ngày 16 tháng 3 năm 2016, bộ đôi Russo cho biết bộ phim sẽ hoàn thành "trong vòng một tuần rưỡi nữa", và Joe cũng cho biết thêm rằng phim sẽ có cảnh post-credits, với tổng các cảnh có thể lên tới hai hoặc ba. Quá tình hậu kì hoàn tất vào ngày 4 tháng 4 năm 2016. Sau đó cũng trong tháng 4, Alfre Woodard và Jim Rash được xác nhận sẽ góp mặt trong bộ phim, và Feige giải thích rằng đạo diễn Ryan Coogler của Black Panther: Chiến binh Báo Đen có đóng góp một số đoạn hội thoại cho nhân vật Black Panther trong một vài phân cảnh thuộc quá trình quay lại. Tại buổi công chiếu ra mắt của phim, nữ diễn viên Marisa Tomei được tiết lộ sẽ xuất hiện trong phần phim với vai diễn May Parker, dì của Peter Parker.

#### Kỹ xảo hình ảnh
Gần 20 xưởng kỹ xảo điện ảnh đã làm việc với Captain America: Nội chiến siêu anh hùng bao gồm Industrial Light & Magic (ILM), Lola VFX, Method Studios, Luma Pictures, DNEG, Image Engine, Trixter, Cinesite và The Third Floor cùng nhiều xưởng kỹ xảo khác. Lola VFX đã làm trẻ hóa Downey Jr. trong một cảnh phim có sử dụng hình ảnh ba chiều của nhân vật Tony Stark thời trẻ. Giám sát kỹ xảo hình ảnh của Lola VFX, Trent Claus, phát biểu, "Trong trường hợp đó, chúng tôi phân tích các cảnh quay của Ngài Downey tại khoảng độ tuổi mà chúng tôi muốn nhắm tới, tức là vào khoảng thời gian mà bộ phim Less Than Zero ra mắt [khi Downey ở đầu những năm tuổi 20]." Claus cũng đề cập tới những khó khăn mà cảnh phim này phải vượt qua do số lượng khung hình lên tới gần 4.000, và ngoài ra chuyển động đầu qua lại của Downey diễn ra khá nhiều lần. Xưởng Lola cũng thực hiện phần kỹ xảo hình ảnh cho nhân vật Vision. The Third Floor thực hiện phần tiền kỳ diễn hoạt cho bộ phim bao gồm cảnh chiến đấu tại sân bay Leipzig/Halle. Gerardo Ramirez, giám sát quá trình tiền kỳ diễn hoạt và hậu kỳ diễn hoạt của The Third Floor cho biết:
Chúng tôi diễn họa hầu hết các phân cảnh lớn của bộ phim, nhiều cảnh mang tình huống truyện nhiều hơn và cũng nhiều cảnh lại thuần hành động hơn là trần thuật. Bộ đôi Russo sử dụng nhiều phương pháp khác nhau để lên kế hoạch và họ sử dụng từng ban bộ phận cho những công việc mà ban đó có thể thực hiện tốt nhất. Các bản dựng đầu tiên là sự kết hợp của kịch bản đồ họa, tiền kỳ diễn hoạt và các đoạn phim có diễn xuất vật lý khó. Các đoạn phim có diễn xuất vật lý khó sẽ được sử dụng để dàn dựng phần hành động tay đôi trong khi đó các kịch bản đồ họa sẽ được sử dụng cho những cảnh quay kể chuyện của nhân vật và tiền kỳ diễn hoạt được sử dụng cho những cảnh quay hành động lớn với sự xuất hiện của nhiều nhân vật kỹ thuật số.
 Method Studios, xưởng kỹ xảo làm việc với 440 cảnh quay, chịu trách nhiệm cho phân cảnh máy bay trực thăng ở giữa phim và trận chiến khắc nghiệt giữa Người Sắt, Bucky và Captain America. Dự định ban đầu cho phân cảnh máy bay trực thăng là đặt bối cảnh của phân cảnh này bên cạnh tòa Paul-Löbe-Haus, nơi Quốc hội Liên bang Đức thường tổ chức hội họp; tuy nhiên, địa điểm này lại không được phép xuất hiện trên phim, điều này khiến Method Studios phải tạo ra một bối cảnh nền hoàn toàn bằng công nghệ CGI. Cho phân đoạn chiến đấu giữa Người Sắt, Bucky và Captain America, một trong những thách thức đối với Method là đưa được màu sắc chuẩn của bộ giáp Người Sắt lên màn ảnh rộng, với một chút "Người Sắt cổ điển hơn là màu sơn ô tô bóng loáng" mà Người Sắt mặc trong các phim điện ảnh về Avengers trước đó. ILM ban đầu vốn được giao trọng trách cho phần kỹ xảo hình ảnh của phân cảnh chiến đấu có khung hình lớn tại sân bay, cùng với việc thiết kế phần phụ kiện bằng công nghệ số cho các nhân vật. Giám sát VFX Russell Earl cho biết cảnh quay dài 20 phút này gần như trở thành một cảnh quay kỹ thuật số hoàn toàn do, "Chúng tôi gần như hoàn thành nó với việc thay thế tới 99% mọi cảnh quay với các diễn viên được tách khỏi phông nền. Ban đầu cả Người Nhện và Black Panther đều được dự định sẽ là các yếu tố hình ảnh, nhưng rồi cuối cùng chúng tôi gần như đã thay thế toàn bộ họ." Luma Pictures, xưởng phim từng hợp tác với Captain America 2: Chiến binh mùa đông, được ấn định hoàn thành các cảnh quay cánh tay của Bucky và thiết bị ghế tẩy não bằng kim loại. Họ cũng thực hiện phân cảnh Bucky tẩu thoát khỏi hành lang căn hộ và thiết kế chiếc áo giáp theo công nghệ nano mới của Người Sắt, vốn gợi khán giả nhớ tới bộ giáp Bleeding Edge của Người Sắt trong phiên bản truyện tranh. Công việc của họ được thực hiện trên tới 200 cảnh quay.
Công ty thiết kế Sarofsky một lần nữa lại tiếp tục làm việc với bộ phim ở phần credit chính cuối phim sau công việc tương tự trong dự án Captain America 2: Chiến binh mùa đông. Phân cảnh này sử dụng gam màu "nâu cháy và xanh thép và xám lạnh", đối lập hoàn toàn với cảnh credit chính trong Captain America 2: Chiến binh mùa đông và Captain America: Kẻ báo thù đầu tiên. Giám đốc sáng tạo Erin Sarofsky cho biết một trong những thách thức của đoạn credit chính trong Captain America: Nội chiến siêu anh hùng là "khiến nó cảm giác như một cảnh credit của Captain America chứ không phải của Avengers", so với số lượng nhân vật xuất hiện trong phim.

## Âm nhạc
Henry Jackman, nhà soạn nhạc của Captain America 2: Chiến binh mùa đông, tiếp tục trở lại thực hiện phần nhạc nền cho Captain America: Nội chiến siêu anh hùng. Anh cho rằng phần phim này có tông nền hoàn toàn khác so với phần phim trước đó, đòi hỏi Captain America: Nội chiến siêu anh hùng cần phải có phần nhạc nền đậm tính giao hưởng hơn. Điều này thể hiện rõ nhất ở trận chiến cuối cùng giữa Captain America, Chiến binh Mùa đông và Người Sắt, âm nhạc cho phân đoạn này được Jackman miêu tả như "một chút gì đó ca kịch và... gần như là cổ điển trong phong cách". Dù Jackman có biên khúc và phát triển các bản nhạc chủ đề của anh cho Captain America và Chiến binh Mùa đông từ phần phim trước, và giới thiệu những nét chủ đạo cho các nhân vật mới như Người Nhện, Black Panther và Zemo, anh cũng rất thận trọng để tránh việc đẩy khán giả nghiêng về một phe của cuộc mâu thuẫn bằng việc sử dụng phần nhạc nền đặc thù cho một nhân vật nào đó; Jackman cũng biên soạn một bản nhạc chủ đề mới cho bộ phim để đặc tả cuộc Nội chiến, "một bản nhạc chủ đề chung để giữ cân bằng mọi thứ", "và nhờ nó mọi nhân vật đều có một sức hút riêng. Nó bao bọc lấy họ và giúp kết nối cả bộ phim hơn là các bản nhạc tạp nham không hồi kết." Jackman cũng biên soạn một bản nhạc giật gân xuất hiện cứ mỗi khi những bí ẩn xung quanh kế hoạch của Zemo bị phanh phui. Bản nhạc này được lấy cảm hứng từ các nhạc phẩm của Jerry Goldsmith. Phần nhạc nền được bao gồm trong album nhạc phim của Hollywood Records, phát hành ngày 6 tháng 5 năm 2016.

## Phát hành
Captain America: Nội chiến siêu anh hùng được ra mắt tại Nhà hát Dolby ở Hollywood vào ngày 12 tháng 4 năm 2016, và được công chiếu tại sự kiện CinemaCon 2016 vào ngày 13 tháng 4. Phim được ra mắt khu vực Đông Nam Á vào ngày 21 tháng 4 năm 2016 tại khu nghỉ dưỡng Marina Bay Sands ở Singapore, và ra mắt khu vực châu Âu tại Vue Cinemas ở Westfield London vào ngày 26 tháng 4 năm 2016. Phim được phát hành toàn cầu bắt đầu từ ngày 27 tháng 4, công chiếu tại 61 quốc gia trong vòng một tuần sau đó, bao gồm Việt Nam vào ngày 27 tháng 4 và Vương quốc Anh vào ngày 29 tháng 4. Tại Bắc Mỹ, phim được khởi chiếu vào ngày 6 tháng 5 năm 2016 tại hơn 4.200 rạp chiếu phim, trong đó có 3.300 rạp 3D, 378 rạp IMAX, 480 định dạng màn ảnh rộng đặc biệt, và 161 hệ thống rạp D-Box. Tại thị trường ngoại địa, phim được ra mắt tại 955 rạp IMAX, trong đó tại Hàn Quốc, Captain America: Nội chiến siêu anh hùng được công chiếu tại 1.989 rạp chiếu, một con số "chưa từng thấy". Tháng 9 năm 2014, mạng truyền hình TNT mua được bản quyền truyền hình cáp của Captain America: Nội chiến siêu anh hùng, và nhà mạng này có thể phát sóng phần phim sau hai năm kể từ khi phim ra rạp.

### Quảng bá

Một xe bus có dán hình ảnh quảng bá cho Captain America: Nội chiến siêu anh hùng.

Đầu tháng 7 năm 2015, Marvel bắt đầu khởi động chiến dịch marketing lan truyền cho phim điện ảnh Người Kiến với sự tham gia của nữ diễn viên Leslie Bibb, trở lại với vai diễn nhà báo Christine Everhart từ hai phần phim Người Sắt và Người Sắt 2, đưa tin từ chương trình tin tức giả WHIH Newsfront. Trong một số của chương trình, Everhart bình luận về các sự kiện dẫn đến nội dung của Captain America: Nội chiến siêu anh hùng. Đoạn post-credits của Người Kiến là một cảnh được cắt ra từ Captain America: Nội chiến siêu anh hùng của anh em nhà Russo, cho thấy ba nhân vật Wilson và Rogers đang canh chừng Barnes, và không thể liên lạc được với Stark vì bị "hiệp định" cản trở; Wilson nhắc tới việc anh "có biết một gã", hàm ý chỉ nhân vật Scott Lang. Feige giải thích rằng khi đoạn post-credits này xuất hiện trong Captain America: Nội chiến siêu anh hùng, nó sẽ xuất hiện với "các cảnh quay khác...các góc máy khác." Stan cho biết cảnh quay đó được bấm máy vào đầu tháng 5 năm 2015, và sẽ xuất hiện ở đoạn giữa của Captain America: Nội chiến siêu anh hùng. Các cảnh quay đầu tiên của bộ phim được cho ra mắt vào tháng 8 năm 2015 tại sự kiện D23 Expo. Thêm nhiều cảnh quay hơn được trình chiếu tại sự kiện Asia Pop Comic Convention vào tháng 9 năm 2015. Các cảnh quay được trình chiếu ở cả hai sự kiện D23 Expo và Asia Pop Comic Convention 2015 đều nhận được nhiều phản hồi tích cực từ khán giả.
Trailer đầu tiên của phim được ra mắt trong chương trình Jimmy Kimmel Live! vào ngày 25 tháng 11 năm 2015, và chỉ trong vài tiếng đồng hồ, nó đã trở thành chủ đề được bàn tán nhiều nhất trên Twitter. Số lượt xem của trailer đã lên tới con số 61 triệu chỉ trong vòng 24 giờ phát hành, vượt mặt con số 34 triệu mà Avengers: Đế chế Ultron đã đạt được trong năm 2014. Scott Mendelson từ Forbes gọi trailer này bằng từ "phi thường" và cho rằng dựa theo nội dung của trailer, bộ phim đang "được phát hành dưới tên Captain America 3, thay vì Avengers 2,5 hay Người Sắt 4," và việc này có thể có ích trong việc kiểm soát doanh thu phòng vé ước tính của bộ phim.
Ngày 4 tháng 2 năm 2016, Marvel cho ra mắt một phiên bản riêng của loạt video "#FriendsDay" của Facebook cho Captain America. Video này nhái lại theo tính năng #FriendsDay do Facebook thực hiện cho người dùng nhân kỷ niệm 12 năm mạng xã hội này được thành lập, nhưng các hình ảnh trong video lại kỷ niệm tình bạn giữa Captain America và Chiến binh Mùa đông, Thor, Falcon và Hawkeye. Video kết thúc với hình ảnh Captain America và Người Sắt bị xé làm đôi. Jennifer Konerman của The Hollywood Reporter gọi video bằng từ "đúng lúc" và khen ngợi nội dung của nó "đặc biệt liên hệ tới phần cốt truyện" của Captain America: Nội chiến siêu anh hùng. Ba ngày sau, một đoạn teaser được trình chiếu giữa trận đấu Super Bowl 50, trở thành đoạn teaser nhận được nhiều tương tác trên mạng xã hội nhất so với các trailer điện ảnh được ra mắt ngày hôm đó. Anthony Breznican từ Entertainment Weekly cho biết các cảnh quay "thật ra là giống một đoạn teaser [hơn là một trailer đầy đủ] vì nó chỉ cho biết thêm một vài cảnh quay mới, nhưng cũng chẳng thực sự tiết lộ thêm về mặt nội dung." Thêm vào đó, anh cho rằng lời hô hào đồng thanh "Đoàn kết...tất...thắng' và 'Chia rẽ...tất...bại'" nghe giống "một âm hưởng từ trận bóng đá sân vận động", như một lời khen ngợi khi đoạn clip được trình chiếu trong sự kiện thể thao Super Bowl. Mendelson cũng thêm rằng, Marvel không nhất thiết phải chạy theo khuôn mẫu mà hãng đã sử dụng cho Captain America 2: Chiến binh mùa đông trong chương trình Super Bowl XLVIII, tức là đưa ra một đoạn trailer dài hơn sau khi cho ra mắt teaser, bởi vì Captain America: Nội chiến siêu anh hùng là "thẳng thắn mà nói, một phần phim tiếp nối cao cấp hơn nhiều." Tổng quát lại, Mendelson cảm nhận teaser này "chỉ ít sôi nổi và quy mô nhỏ hơn một chút so với đoạn trailer" ra mắt trước đó vào tháng 11 năm 2015.
Bốn ngày sau, vào ngày Valentine, chiến dịch trên Facebook vẫn được tiếp tục với việc Marvel đăng tải một dòng trạng thái của Captain America, cho biết anh đang "Trong một mối quan hệ phức tạp với Người Sắt". Tại buổi đại hội cổ đông của Công ty Walt Disney tại Nhà hát Auditorium vào tháng 3 năm 2016, CEO Bob Iger đã giới thiệu một đoạn clip từ bộ phim và đã nhận được một tràng pháo tay không ngớt. Từ ngày 7 tháng 3 tới 10 tháng 3, Marvel cho ra mắt từng áp phích riêng cho các nhân vật trong phim, tiếp tục chiến dịch trên Facebook với hai video teaser cho biết những người tham gia Đội Captain America và Đội Người Sắt, đồng thời cho ra mắt trailer thứ hai. Trailer này nhận được tổng cộng 95 triệu lượt xem trong 24 giờ ra mắt, vượt qua lượng xem của trailer thứ nhất. Hơn nữa, tổng cộng 240.000 bài đăng được đăng tải trên khắp các mạng xã hội như Twitter, Tumblr, Instagram và Facebook đều nói về trailer này, vượt qua thành tích 81.000 bài đăng của trailer Avengers: Đế chế Ultron vào năm 2014. Theo công ty phân tích mạng ZEFR, trailer được xem tổng cộng 62 triệu lần trên YouTube và Facebook trong vòng bốn ngày, trở thành trailer được xem nhiều thứ hai mọi thời đại, xếp sau kỷ lục 64,6 triệu lượt xem của đoạn trailer Star Wars: Thần lực thức tỉnh đầu tiên. Đây cũng là một trong những trailer đứng đầu về lượt thích, retweet và tương tác trên Twitter trong năm 2016 tính tới ngày 13 tháng 3 năm 2016, theo cơ quan nghiên cứu ListenFirst. Đoạn trailer tiếp tục giữ vững vị trí trailer được xem nhiều nhất trên YouTube và Facebook trong ba tuần liền tiếp, theo ZEFR, với tổng cộng 96 triệu lượt xem kể từ lúc được đăng tải.
Tháng 3 năm 2016, hãng Marvel hợp tác với chương trình Trao đổi Khoa học & Giải trí của Viện Hàn lâm Khoa học Quốc gia Hoa Kỳ cùng ba công ty Dolby Laboratories, Broadcom và Synchrony Bank cho ra mắt cuộc thi "Thử thách các cô gái thay đổi tương lai", nhắm tới các nữ sinh trung học trong độ tuổi từ 15 tới 18 thuộc ngành STEM (Khoa học, Công nghệ, Kỹ thuật và Toán học), khuyến khích các em đưa ra các dự án mà họ cho rằng có thể thay đổi thế giới và có ảnh hưởng về lâu dài. Năm nữ sinh thắng cuộc sẽ được mời tham dự sự kiện ra mắt phim tại Nhà hát Dolby và nhận được một chuyến tham quan Walt Disney Studios cùng một tài khoản tiết kiệm trị giá 500 USD từ ngân hàng Synchrony Bank, ngoài ra một giải thưởng lớn là một kỳ thực tập tại Marvel Studios sẽ được trao cho một người thắng cuộc xứng đáng nhất. Ngày 10 tháng 4, Evans cho ra mắt một đoạn clip độc quyền từ bộ phim trong lễ trao giải MTV Movie Awards năm 2016. Xuyên suốt tháng đó, hai anh em nhà Russo cùng với dàn diễn viên đã tham gia quảng bá cho bộ phim tại nhiều thành phố lớn như Paris, Bắc Kinh, Singapore, Berlin và London. Cuối tháng 4, Marvel tiếp tục cho ra mắt thêm một loạt video marketing lan truyền khác cho WHIH Newsfront, một lần nữa với sự góp mặt của Bibb trong vai nữ phóng viên Everhart. Trong chương trình này, Everhart bình luận với "nhà phân tích chính trị" Will Adams, do Al Madrigal thủ vai, về cái giá mà chúng ta phải trả cho việc Biệt đội Avengers đi giải cứu thế giới, và liệu họ có nên tuân theo các quy định của chính phủ hay không. Một phân đoạn khác của Newsfront có sự trở lại của nam diễn viên William Sadler trong vai Tổng thống Mỹ Matthew Ellis, với một bài phỏng vấn "độc quyền" và thái độ của ông đối với vụ tai nạn có liên quan tới Biệt đội Avengers ở Lagos. Ngày 2 tháng 5 năm 2016, Evans, Renne và các nhà điều hành từ Marvel rung tiếng chuông khai mạc ở Sở giao dịch chứng khoán New York với hân hạnh mở đầu ngày bộ phim được chính thức khởi chiếu tại các rạp phim Mỹ.

### Sản phẩm đi kèm
Tại sự kiện Licensing International Expo 2015, Disney Consumer Products cho biết rằng họ sẽ hợp tác với một số công ty như Hasbro, Lego, Funko, Hot Wheels, Rubies, Mad Engine, C-Life, Jay Franco, Global Brand Group, Kellogg's, Hallmark và American Greetings để bày bán các mặt hàng sản phẩm có liên quan tới bộ phim. Coca-Cola, Google, Samsung, Wrigley, Harley Davidson, Audi, Synchrony Financial, Pringles, Keebler, Pizza Hut, Pop Secret, Mouser Electronics và Vivo cũng được cấp giấy phép buôn bán các hàng hóa liên quan tới phim. Paul Gitter, Phó Chủ tịch về việc cấp phép cho Marvel tại Disney Consumer Products phát biểu rằng họ sẽ phát triển từ thành công của các sản phẩm được cấp phép của Avengers: Đế chế Ultron, trong đó bao gồm việc tập trung vào sự kiện tưởng niệm 75 năm ngày sinh của Captain America, các hàng may mặc nữ, sản phẩm cổ vũ lối sống lành mạnh, đồ du lịch và quảng bá cho các nhân vật mới như War Machine, Falcon, Vision, Black Widow và Black Panther. "Biệt đội Avengers có thể tạo ra được lực bán lớn và đầy tiềm năng, kết hợp nhiều siêu anh hùng độc nhất lại với nhau, với các kỹ năng tuyệt vời, các thể loại phương tiện xe cộ đáng kinh ngạc và các trụ sở chỉ huy công nghệ cao," Gitter nói. "Captain America: Nội chiến siêu anh hùng không chỉ cho chúng tôi một cốt truyện mới cho các siêu anh hùng mà chúng ta hằng yêu thích, mà đồng thời còn giới thiệu thêm nhiều siêu anh hùng mới, giúp chúng tôi có thể mở rộng thêm các dòng sản phẩm cho trẻ em và người hâm mộ." Nằm trong số kinh phí 200 triệu USD quảng bá, hãng Harley Davidson đã chế tạo ra hai chiếc mô tô đặc chế cho phần phim, Audi cho ra mắt một đoạn quảng cáo do hai anh em Russo đạo diễn với một số cảnh quay chưa từng được công bố, Pizza Hut thì phát hành nhiều mẫu hộp pizza sưu tập, còn các sản phẩm của Kellogg's, Pringles và Keebler đều mang đến các trải nghiệm thực tế ảo cuốn hút. Các trang Google, YouTube và Twitter cũng đồng loạt tạo một cuộc bình chọn trực tuyến khổng lồ, trong đó, những người hâm mộ được phép lựa chọn giữa hai phe, Đội Captain America hoặc Đội Người Sắt.
Hãng Marvel Comics đã phát hành tổng cộng bốn số truyện tranh tiền truyện do Will Corona Pilgrim lên nội dung và Szymon Kudranski minh họa, ra mắt bắt đầu từ tháng 12 năm 2015, chuyển thể từ các sự kiện diễn ra trong Người Sắt 3 và Captain America 2: Chiến binh mùa đông. Ngày 10 tháng 2 năm 2016, Marvel Comics phát hành thêm một số truyện tranh tiền truyện khác, một tập Infinite Comics lấy bối cảnh thời gian giữa Captain America 2: Chiến binh mùa đông và Captain America: Nội chiến siêu anh hùng. Tiếp tục được Pilgrim lên nội dung, tập truyện này được kể dưới góc độ của Barnes, Rumlow và Rogers về những gì cả ba đã trải qua để tới được thời điểm khởi đầu của Captain America: Nội chiến siêu anh hùng. Phần minh họa của ba nhân vật trong truyện lần lượt do Lee Ferguson, Goran Sudžuka và Guillermo Mogorron đảm nhiệm.

### Phương tiện tại gia
Captain America: Nội chiến siêu anh hùng được hãng Walt Disney Studios Home Entertainment phát hành dưới dạng phim số vào ngày 2 tháng 9 năm 2016, và dưới định dạng đĩa Blu-ray, Blu-ray 3D và DVD vào ngày 13 tháng 9 năm 2016. Phiên bản phim số và Blu-ray bao gồm các đoạn clip hậu trường, các bài bình luận về phim, phân cảnh bị xóa và một đoạn giới thiệu độc quyền của phim điện ảnh Doctor Strange: Phù thủy tối thượng. Phiên bản phim số cũng kèm theo một phim ngắn giả tài liệu độc quyền mang tên Team Thor do Taika Waititi, đạo diễn của Thor: Tận thế Ragnarok, trực tiếp chỉ đạo, vốn trước đó đã từng được công chiếu tại sự kiện San Diego Comic Con 2016, mang nội dung về những việc mà Thor đã làm trong lúc những sự kiện trong Captain America: Nội chiến siêu anh hùng diễn ra.

## Đón nhận

### Doanh thu phòng vé
Captain America: Nội chiến siêu anh hùng thu về tổng cộng 408,1 triệu USD chỉ tính riêng tại thị trường Mỹ và Canada và 745,2 triệu USD tại các quốc gia và vùng lãnh thổ khác, đưa tổng mức doanh thu toàn cầu lên tới 1,153 tỉ USD. Tới ngày 10 tháng 5 năm 2016, phần phim đã thu về 737,8 triệu USD, vượt tổng doanh thu của phần phim trước đó là Captain America 2: Chiến binh mùa đông (714,4 triệu USD). Phần phim trở thành trở thành phim điện ảnh có doanh thu cao nhất năm 2016, phim điện ảnh siêu anh hùng có doanh thu cao thứ tư mọi thời đại, và phim điện ảnh có doanh thu cao thứ ba năm 2016 tại khu vực Mỹ và Canada, xếp sau Rogue One: Star Wars ngoại truyện và Đi tìm Dory. Sau khi phân tích các yếu tố như kinh phí sản xuất, quảng cáo, doanh thu phòng vé và doanh thu từ VOD, DVD và truyền hình, trang Deadline.com ước tính lợi nhuận ròng của phần phim có thể đạt 193,4 triệu USD, xếp thứ tám trong danh sách "Bom tấn đáng giá nhất" năm 2016 của trang web này.

#### Mỹ và Canada
Hai tuần trước khi Captain America: Nội chiến siêu anh hùng công chiếu, trang bán vé Fandango thông báo rằng doanh số đặt vé của phim đã vượt quá doanh số đặt vé tại cùng thời điểm của tất cả các phim điện ảnh trong Vũ trụ Điện ảnh Marvel trước đó, và trong tuần lễ phim ra mắt, lượng vé đã đạt mức cao nhất đối với một phim siêu anh hùng, chiếm tới 90% tổng lượng vé bán ra của trang này trong dịp cuối tuần. Captain America: Nội chiến siêu anh hùng thu về 75,5 triệu USD trong ngày đầu tiên ra mắt. Con số 75,5 triệu USD này bao gồm 25 triệu USD doanh thu từ buổi chiếu sớm tối thứ Năm, tức doanh thu buổi chiếu sớm ngày thứ Năm cao thứ hai trong số những phim của Marvel, và 3,1 triệu USD trong số đó đến từ các rạp IMAX. Phim tiếp tục thu về 61,2 triệu USD vào thứ Bảy và 42,4 triệu USD vào ngày Chủ nhật, nâng tổng doanh thu ba ngày cuối tuần ra mắt lên 179,1 triệu USD, cũng là mức doanh thu cao thứ ba đối với một phim điện ảnh của Marvel và cao thứ năm mọi thời đại. Trong số 179,1 triệu USD, 16 triệu USD đến từ các rạp IMAX, con số cao thứ nhì đối với một phim điện ảnh thuộc Vũ trụ Điện ảnh Marvel. Theo ước tính ban đầu, Captain America: Nội chiến siêu anh hùng có thể thu về từ 175–200 triệu USD trong dịp cuối tuần ra mắt, con số này được giảm xuống 172–178 triệu USD sau thống kê doanh thu của phim ngày thứ Sáu. Tạp chí BoxOffice gọi đây là "màn đánh cược doanh thu phòng vé an toàn nhất" kể từ sau Star Wars: Thần lực thức tỉnh. Phim vẫn giữ vững vị trí dẫn đầu về doanh thu trong dịp cuối tuần thứ hai, và rớt xuống vị trí thứ hai trong dịp cuối tuần thứ ba, nhường chỗ cho Angry Birds. Ở dịp cuối tuần thứ tư, Captain America: Nội chiến siêu anh hùng trở thành phim điện ảnh có doanh thu cao nhất năm 2016 tại Bắc Mỹ, và tới ngày 17 tháng 6 năm 2016, phim trở thành phim điện ảnh đầu tiên trong năm 2016 vượt mức doanh thu 400 triệu USD tại khu vực này.

#### Các thị trường khác
Captain America: Nội chiến siêu anh hùng được công chiếu tại 15 quốc gia vào ngày 27 tháng 4 năm 2016, trong đó có Việt Nam, thu về tổng cộng 14,9 triệu USD, theo sau với thêm 23,8 triệu USD trong ngày tiếp theo với thêm 15 quốc gia nữa, và 45,3 triệu USD vào ngày sau đó từ thêm 8 quốc gia, nâng tổng mức doanh thu của cả ba ngày lên con số 84 triệu USD. Dịp cuối tuần đầu tiên phim thu về tổng cộng 200,4 triệu USD sau khi được dự đoán sẽ thu về mức doanh thu trong khoảng 180–250 triệu USD, với 9,4 triệu USD trong số đó đến từ các rạp IMAX. Phim dẫn đầu mọi bảng xếp hạng doanh thu phòng vé trừ Nhật Bản. Captain America: Nội chiến siêu anh hùng tiếp tục giữ vững vị trí quán quân trong dịp cuối tuần thứ hai với con số 217 triệu USD, vượt mức doanh thu quốc tế mà các phim điện ảnh Captain America trước đó cũng như các phim khác trong Vũ trụ Điện ảnh Marvel từng đạt được. Đối với các rạp IMAX, trong tuần lễ thứ hai, Captain America: Civil War thu về 31 triệu USD. Trong dịp cuối tuần thứ ba, phim tiếp tục đứng đầu bảng xếp hạng doanh thu phòng vé tại một vài thị trường, còn tại một vài thị trường khác thì bị phim Angry Birds vượt lên, và trở thành phim điện ảnh ăn khách nhất năm 2016 và phim điện ảnh siêu anh hùng có doanh thu ngoài Bắc Mỹ cao thứ tư mọi thời đại.
Captain America: Nội chiến siêu anh hùng tạo kỷ lục doanh thu ngày ra mắt cao nhất tại Mexico (7,3 triệu USD), doanh thu ngày ra mắt cao nhất năm 2016 tại Pháp (2,4 triệu USD), doanh thu ngày ra mắt cao thứ hai tại Brazil (2,7 triệu USD) và Các Tiểu vương quốc Ả Rập Thống nhất, phim siêu anh hùng có doanh thu ngày ra mắt cao nhất tại Hà Lan, và phim siêu anh hùng có doanh thu ra mắt cao nhất tại Thổ Nhĩ Kỳ và Ukraine. Phim cũng lập kỷ lục doanh thu dịp cuối tuần ra mắt cao nhất tại Brazil (12,9 triệu USD), Mexico (20,4 triệu USD) và Philippines (7,7 triệu USD), và cao thứ nhì tại Hồng Kông (6,9 triệu USD) và Thái Lan (9,4 triệu USD). Tại Vương quốc Anh, Captain America: Nội chiến siêu anh hùng là phim có doanh thu ngày ra mắt và dịp cuối tuần ra mắt cao thứ nhì của năm 2016 với 20,5 triệu USD, trong khi đó tại Pháp phim giữ vị trí dẫn đầu về doanh thu dịp cuối tuần ra mắt năm 2016 với 10,1 triệu USD. Tại Đức, đây là phim phim có doanh thu bốn ngày ra mắt cao nhất năm 2016 với 8,1 triệu USD, và tại Tây Ban Nha là phim có doanh thu ba ngày ra mắt cao thứ nhì của năm 2016 với 4,2 triệu USD. Tại Hàn Quốc, Captain America: Nội chiến siêu anh hùng là phim ngoại ngữ có doanh thu ra mắt cao nhất và đồng thời cũng ra phim Marvel có doanh thu ra mắt cao nhất trong lịch sử điện ảnh quốc gia. Trung Quốc cũng đem tới danh hiệu doanh thu ra mắt tại các rạp IMAX cao thứ nhì (9,5 triệu USD), cùng với danh hiệu phim Hollywood có doanh thu dịp cuối tuần ra mắt cao thứ nhì (95,6 triệu USD), đồng thời cũng là phim điện ảnh Disney có doanh thu sau 10 ngày cao thứ ba và phim siêu anh hùng có doanh thu cao thứ hai mọi thời đại ở quốc gia này. Tại Nhật Bản, phim ra mắt tại vị trí thứ ba với 4,2 triệu USD, xếp sau Thám tử lừng danh Conan: Cơn ác mộng đen tối và Phi vụ động trời. Ba thị trường có doanh thu đạt cao nhất của Captain America: Nội chiến siêu anh hùng là Trung Quốc (190,4 triệu USD), Hàn Quốc (62,8 triệu USD), và Vương quốc Anh (53,2 triệu USD).

### Đánh giá chuyên môn
Trên hệ thống tổng hợp kết quả đánh giá Rotten Tomatoes, phim nhận được 90% lượng đồng thuận dựa theo 419 bài đánh giá, với điểm trung bình là 7,7/10. Các chuyên gia của trang web nhất trí rằng, "Captain America: Nội chiến siêu anh hùng đã mở đầu cho làn sóng phim Marvel tiếp theo bằng một bom tấn siêu anh hùng đậm chất hành động kèm với một cốt truyện phi hoạt hình dứt khoát và sự dũng cảm trong việc đào sâu vào những chủ đề mang tính kích thích tư duy." Trên trang Metacritic, phần phim đạt số điểm 75 trên 100, dựa trên 53 nhận xét, chủ yếu là những lời khen ngợi. Lượt bình chọn của khán giả trên trang thống kê CinemaScore cho phần phim điểm "A" trên thang từ A+ đến F.
Nhà báo Justin Chang từ tạp chí Variety đánh giá đây là "phim điện ảnh trưởng thành và quan trọng nhất nổi bật lên từ Vũ trụ Điện ảnh Marvel." Sheri Linden từ The Hollywood Reporter bình luận, "Hãy gọi đây là một cuộc 'nội chiến' hoặc gọi đây là một sự mở rộng thương hiệu; hãy gọi đây là một 'vũ trụ điện ảnh' hoặc một thực thể thống nhất—một khúc phóng túng mới nhất của Marvel giúp tiến xa hơn sự giao hòa giữa các thương hiệu hành động của hãng phim theo cách mà chắc chắn sẽ làm hài lòng những người hâm mộ trung thành." Robbie Collin của The Daily Telegraph viết, "Đây là buổi hạ màn của các siêu anh hùng điện ảnh mà bạn đã từng mơ về từ ngày bé, chắc chắn là vậy rồi vì đó là tất cả—và là mọi thứ—mà nó muốn trở thành." Cây viết Catherine Shoard của The Guardian thì gọi đây là "một xúc tác aspartame cực mạnh của một bộ phim: một bữa snack khổng lồ khó cưỡng, chẳng dinh dưỡng cho lắm, nhưng lại cực ngon." Richard Roeper từ Chicago Sun-Times viết, "Gửi sự vinh quang tới hai nhà đồng đạo diễn Anthony và Joe Russo cùng đội ngũ biên kịch vì đã tung hứng với hơn một tá các nhân vật truyện tranh và với số lượng cốt truyện cũng nhiều chẳng kém, chỉ để khiến cho chúng ta (ý tôi chúng ta ở đây chính là tôi) phải lạc lối trong đống cần sa này." Kenneth Turan của Los Angeles Times cho rằng, "Nếu bạn đang sống và đang thở bằng Marvel, thì đây là một trong những đề xuất lớn nhất của Vũ trụ Điện ảnh Marvel. Còn nếu bạn là một điệp viên trở về từ cơn giá lạnh, thì câu trả lời lại không hoàn toàn rõ ràng như thế." A. O. Scott của The New York Times viết, "Captain America: Nội chiến siêu anh hùng không cố gắng làm vượt trội định nghĩa của dòng phim này. Mà ngược lại: Nó thành công bởi vì nó chẳng hề cố gắng."
Về phía đối nghịch, nhà phê bình Stephen Whitty của New York Daily News bình luận, "Dù được mang tên Captain America: Nội chiến siêu anh hùng, thì bộ phim mới nhất của Marvel thực ra lại là một phim điện ảnh Avengers khổng lồ khác—rườm rà như chực vỡ tung. Và đôi khi trong khoảng thời lượng hai tiếng rưỡi của phim, nó chỉ đơn giản là vỡ ra thôi." Mick LaSalle từ San Francisco Chronicle cho rằng, "Dưới vai trò một tác phẩm đầy tư tưởng, Nội chiến siêu anh hùng khá thỏa hiệp, nhưng ít nhất là đã có những tư tưởng thỏa hiệp. Dưới vai trò một phim hành động, nó cũng có những khoảnh khắc riêng, nhưng ngoài trường đoạn mở đầu hoành tráng ra—các phân cảnh hành động khác lại hơi nông một chút." Andrew O'Hehir viết cho trang Salon, "Phần lớn Captain America: Nội chiến siêu anh hùng là sự xào lại chăm chỉ những yếu tố cốt truyện lủng lẳng dư thừa từ Captain America 2: Chiến binh mùa đông từ hai mùa hè về trước." Nicholas Barber từ BBC dù dành nhiều lời khen ngợi cho phần kỹ xảo điện ảnh cũng như các phân cảnh hành động, thì cũng chỉ trích việc "không có lý do thuyết phục nào để mỗi thành viên của [Biệt đội Avengers] có thể đi theo phe này hoặc phe còn lại, đó là lí do tại sao cuộc xung đột tất yếu của họ cảm giác như một trò bóng né trên sân trường." Mark Millar, tác giả của cuốn truyện tranh "Civil War" được phần phim dựa theo, cảm nhận rằng bộ phim này "có phần mở đầu hai mươi [phút] khá tốt, nhưng rồi sau đó tôi thực sự không thể nhớ nổi phim nó nói về cái gì."

### Giải thưởng
| Năm  | Giải thưởng          | Hạng mục                                                          | Để cử | Kết quả   | Nguồn           |
| ---- | -------------------- | ----------------------------------------------------------------- | --- | --------- | --------------- |
| 2016 | Giải Teen Choice     | Lựa chọn phim điện ảnh: Khoa học viễn tưởng/Kỳ ảo                 | Captain America: Nội chiến siêu anh hùng                                                                                          | Đoạt giải | [ 228 ] [ 229 ] |
| 2016 | Giải Teen Choice     | Lựa chọn nam diễn viên điện ảnh: Khoa học viễn tưởng/Kỳ ảo        | Chris Evans | Đoạt giải | [ 228 ] [ 229 ] |
| 2016 | Giải Teen Choice     | Lựa chọn nam diễn viên điện ảnh: Khoa học viễn tưởng/Kỳ ảo        | Robert Downey Jr. | Đề cử     | [ 228 ] [ 229 ] |
| 2016 | Giải Teen Choice     | Lựa chọn nữ diễn viên điện ảnh: Khoa học viễn tưởng/Kỳ ảo         | Scarlett Johansson | Đề cử     | [ 228 ] [ 229 ] |
| 2016 | Giải Teen Choice     | Lựa chọn phim điện ảnh: Xúc tác                                   | Robert Downey Jr., Scarlett Johansson, Don Cheadle, Paul Bettany và Chadwick Boseman                                              | Đề cử     | [ 228 ] [ 229 ] |
| 2016 | Giải Teen Choice     | Lựa chọn phim điện ảnh: Xúc tác                                   | Chris Evans, Sebastian Stan, Anthony Mackie, Elizabeth Olsen và Jeremy Renner                                                     | Đề cử     | [ 228 ] [ 229 ] |
| 2016 | Giải Teen Choice     | Lựa chọn phim điện ảnh: Khóa môi                                  | Chris Evans và Emily VanCamp | Đề cử     | [ 228 ] [ 229 ] |
| 2016 | Giải Teen Choice     | Lựa chọn phim điện ảnh: Nhân vật phản diện                        | Daniel Brühl | Đề cử     | [ 228 ] [ 229 ] |
| 2016 | Giải Teen Choice     | Lựa chọn phim điện ảnh: Đánh cắp màn ảnh                          | Chadwick Boseman | Đề cử     | [ 228 ] [ 229 ] |
| 2016 | Giải Teen Choice     | Lựa chọn phim điện ảnh: Đánh cắp màn ảnh                          | Tom Holland | Đề cử     | [ 228 ] [ 229 ] |
| 2016 | Giải BFCA            | Phim hành động xuất sắc nhất                                      | Captain America: Nội chiến siêu anh hùng                                                                                          | Đề cử     | [ 230 ]         |
| 2016 | Giải BFCA            | Nam diễn viên phim hành động xuất sắc nhất                        | Chris Evans | Đề cử     | [ 230 ]         |
| 2016 | Giải BFCA            | Nữ diễn viên phim hành động xuất sắc nhất                         | Scarlett Johansson | Đề cử     | [ 230 ]         |
| 2017 | Giải People's Choice | Phim điện ảnh được yêu thích nhất                                 | Captain America: Nội chiến siêu anh hùng                                                                                          | Đề cử     | [ 231 ]         |
| 2017 | Giải People's Choice | Phim hành động được yêu thích nhất                                | Captain America: Nội chiến siêu anh hùng                                                                                          | Đề cử     | [ 231 ]         |
| 2017 | Giải People's Choice | Nam diễn viên chính được yêu thích nhất                           | Robert Downey Jr. | Đề cử     | [ 231 ]         |
| 2017 | Giải People's Choice | Nữ diễn viên chính được yêu thích nhất                            | Scarlett Johansson | Đề cử     | [ 231 ]         |
| 2017 | Giải People's Choice | Nam diễn viên phim hành động được yêu thích nhất                  | Chris Evans | Đề cử     | [ 231 ]         |
| 2017 | Giải People's Choice | Nam diễn viên phim hành động được yêu thích nhất                  | Robert Downey Jr. | Đoạt giải | [ 231 ]         |
| 2017 | Giải People's Choice | Nữ diễn viên phim hành động được yêu thích nhất                   | Scarlett Johansson | Đề cử     | [ 231 ]         |
| 2017 | Giải SAG             | Dàn diễn viên đóng thế điện ảnh xuất sắc nhất                     | Captain America: Nội chiến siêu anh hùng                                                                                          | Đề cử     | [ 232 ]         |
| 2017 | Giải Annie           | Thành tựu đột phá, Hoạt họa nhân vật trong sản xuất phim điện ảnh | Captain America: Nội chiến siêu anh hùng – Người Nhện – Steve Rawlins, Ebrahim Jahromi, Cedric Lo, Stephen King và Yair Gutierrez | Đề cử     | [ 233 ]         |
| 2017 | Giải NAACP           | Nam diễn viên phụ đột phá trong phim điện ảnh                     | Chadwick Boseman | Đề cử     | [ 234 ]         |
| 2017 | Giải NAACP           | Đạo diễn đột phá trong phim điện ảnh                              | Anthony và Joe Russo | Đề cử     | [ 234 ]         |
| 2017 | Giải Kids' Choice    | Phim điện ảnh được yêu thích nhất                                 | Captain America: Nội chiến siêu anh hùng                                                                                          | Đề cử     | [ 235 ]         |
| 2017 | Giải Kids' Choice    | Nam diễn viên phim điện ảnh được yêu thích nhất                   | Robert Downey Jr. | Đề cử     | [ 235 ]         |
| 2017 | Giải Kids' Choice    | Nam diễn viên phim điện ảnh được yêu thích nhất                   | Chris Evans | Đề cử     | [ 235 ]         |
| 2017 | Giải Kids' Choice    | Nữ diễn viên phim điện ảnh được yêu thích nhất                    | Scarlett Johansson | Đề cử     | [ 235 ]         |
| 2017 | Giải Kids' Choice    | Kẻ đá đít được yêu thích nhất                                     | Chris Evans | Đoạt giải | [ 235 ]         |
| 2017 | Giải Kids' Choice    | Kẻ đá đít được yêu thích nhất                                     | Scarlett Johansson | Đề cử     | [ 235 ]         |
| 2017 | Giải Kids' Choice    | Frenemy được yêu thích nhất                                       | Chris Evans và Robert Downey Jr.                                                                                                  | Đề cử     | [ 235 ]         |
| 2017 | Giải Kids' Choice    | #SQUAD                                                            | Chris Evans, Robert Downey Jr., Scarlett Johansson, Sebastian Stan, Anthony Mackie, Don Cheadle, Jeremy Renner, Chadwick Boseman  | Đề cử     | [ 235 ]         |
| 2017 | Giải Empire          | Nam diễn viên mới xuất sắc nhất                                   | Tom Holland | Đề cử     | [ 236 ]         |
| 2017 | Giải Empire          | Phim hình sự được yêu thích nhất                                  | Captain America: Nội chiến siêu anh hùng                                                                                          | Đề cử     | [ 236 ]         |
| 2017 | Giải Empire          | Thiết kế trang phục xuất sắc nhất                                 | Captain America: Nội chiến siêu anh hùng                                                                                          | Đề cử     | [ 236 ]         |
| 2017 | Giải Empire          | Kỹ xảo điện ảnh xuất sắc nhất                                     | Captain America: Nội chiến siêu anh hùng                                                                                          | Đề cử     | [ 236 ]         |
| 2017 | Giải Sao Thổ         | Phim chuyển thể từ truyện tranh hay nhất                          | Captain America: Nội chiến siêu anh hùng                                                                                          | Đề cử     | [ 237 ]         |
| 2017 | Giải Sao Thổ         | Đạo diễn xuất sắc nhất                                            | Anthony và Joe Russo | Đề cử     | [ 237 ]         |
| 2017 | Giải Sao Thổ         | Nam diễn viên chính xuất sắc nhất                                 | Chris Evans | Đề cử     | [ 237 ]         |
| 2017 | Giải Sao Thổ         | Nam diễn viên phụ xuất sắc nhất                                   | Chadwick Boseman | Đề cử     | [ 237 ]         |
| 2017 | Giải Sao Thổ         | Nữ diễn viên phụ xuất sắc nhất                                    | Scarlett Johansson | Đề cử     | [ 237 ]         |
| 2017 | Giải Sao Thổ         | Diễn viên trẻ xuất sắc nhất                                       | Tom Holland | Đoạt giải | [ 237 ]         |
| 2017 | Giải Sao Thổ         | Dựng phim xuất sắc nhất                                           | Jeffrey Ford và Matthew Schmidt                                                                                                   | Đề cử     | [ 237 ]         |
| 2017 | Giải Sao Thổ         | Thiết kế sản xuất xuất sắc nhất                                   | Owen Paterson | Đề cử     | [ 237 ]         |

## Tương lai
Theo Kevin Feige, Captain America: Nội chiến siêu anh hùng là phần phim cuối cùng của bộ ba phim Captain America bắt đầu với Captain America: Kẻ báo thù đầu tiên. Dù đây là bộ phim riêng cuối cùng của Captain America trong hợp đồng giữa Evans và Marvel Studios, thì vào tháng 9 năm 2015, Evans lại cho biết anh rất thoải mái trong việc gia hạn hợp đồng sau khi Avengers: Cuộc chiến vô cực và Avengers: Hồi kết kết thúc. Hai bộ phim này vốn là hai bộ phim cuối cùng trong hợp đồng của anh tại thời điểm đó. Tháng 11 năm 2018, Joe Russo cho biết Evans "chưa hề xong" với nhân vật Captain America sau khi Avengers: Hồi kết kết thúc. Tháng 11 năm 2019, khi được phỏng vấn về việc quay trở lại với nhân vật Captain America, Evans trả lời, "Bạn sẽ không bao giờ nói không thể. Tôi yêu nhân vật ấy. Tôi cũng chẳng biết nữa," và bổ sung, "Thật khó khăn để nói không, nhưng cũng chẳng thể nói có." Tới tháng 1 năm 2021, báo chí cho biết Evans đang ký hợp đồng để trở lại với vai diễn Captain America trong ít nhất một dự án trong tương lai. Sự trở lại của Evans được cho là giống với cách Downey đóng Người Sắt dưới tư cách một nhân vật phụ trong các phim điện ảnh khác của Vũ trụ Điện ảnh Marvel, sau khi kết thúc bộ ba phim Người Sắt với Người Sắt 3 (2013).